# Segregación racial en Estados Unidos

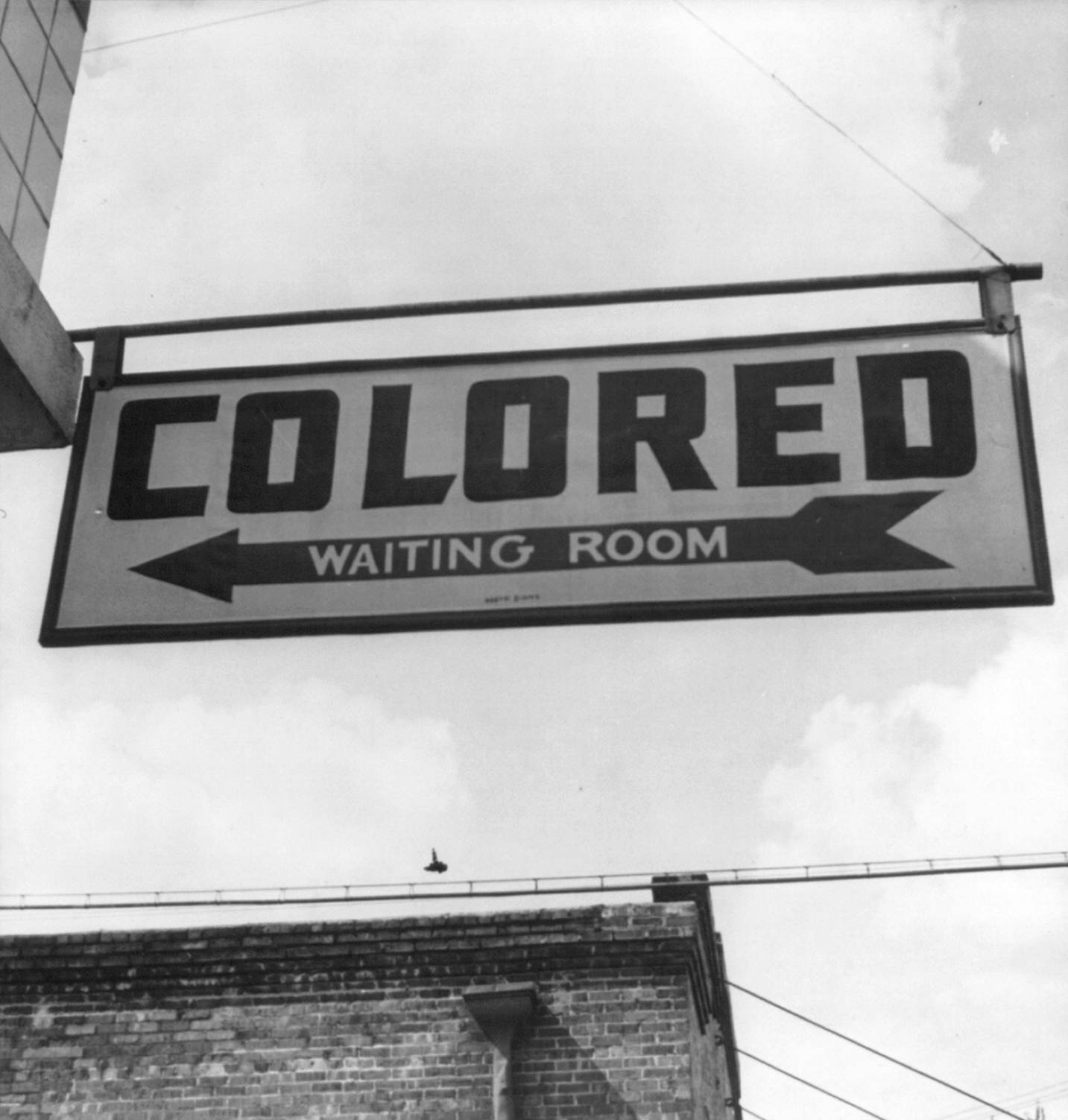
Cartel de "color" en la sala de espera de una terminal de autobuses Greyhound en Rome, Georgia, 1943. En todo el Sur existían leyes Jim Crow que creaban una segregación legalmente obligatoria de iure.

Las instalaciones y los servicios como la vivienda, la atención médica, la educación, el empleo y el transporte se han separado sistemáticamente en los Estados Unidos en función de las categorizaciones raciales. Cabe destacar que la segregación racial en los Estados Unidos consistía en la separación, impuesta legal o socialmente, de los afroamericanos de los blancos, así como la separación de otras minorías étnicas de las comunidades mayoritarias. Si bien se refiere principalmente a la separación física y la provisión de instalaciones separadas, también puede referirse a otras manifestaciones, como las prohibiciones contra los matrimonios interraciales (impuestas mediante leyes contra el mestizaje) y la separación de funciones dentro de una institución. Las Fuerzas Armadas de los Estados Unidos estuvieron formalmente segregadas hasta 1948, ya que las unidades negras estaban separadas de las unidades blancas, pero seguían estando dirigidas por oficiales blancos.
En el caso Dred Scott de 1857 (Dred Scott contra Sandford), el Tribunal Supremo de los Estados Unidos dictaminó que las personas negras no eran ni podrían ser nunca ciudadanos estadounidenses y que la Constitución de los Estados Unidos y los derechos civiles no les eran aplicables. El Congreso aprobó la Ley de Derechos Civiles de 1875, pero fue anulada por el Tribunal Supremo de los Estados Unidos en 1883 en los Casos de Derechos Civiles. El Tribunal Supremo de los Estados Unidos confirmó la constitucionalidad de la segregación en Plessy v. Ferguson (1896), siempre y cuando se proporcionaran instalaciones "separadas pero iguales", un requisito que rara vez se cumplía. La aplicabilidad de la doctrina a las escuelas públicas fue revocada por unanimidad en Brown v. Board of Education (1954). En los años siguientes, el tribunal se pronunció en contra de la segregación racial en varios casos históricos, entre ellos Heart of Atlanta Motel, Inc. contra Estados Unidos (1964), que contribuyó a poner fin a las leyes Jim Crow.
La segregación se aplicó en todo Estados Unidos durante gran parte de su historia. La segregación racial adopta dos formas, de jure y de facto. La segregación de jure imponía la separación de las razas por ley, y fue la forma impuesta por los estados de Estados Unidos en los códigos de esclavitud antes de la Guerra Civil y por los códigos negros y las leyes Jim Crow después de la guerra, principalmente en el sur de Estados Unidos. La segregación de jure fue prohibida por la Ley de Derechos Civiles de 1964, la Ley de Derechos Electorales de 1965 y la Ley de Vivienda Justa de 1968.La segregación de facto, o segregación "de hecho", es la que existe sin la sanción de la ley. La segregación de facto continúa hoy en día en áreas estrechamente relacionadas, como la segregación residencial y la segregación escolar, debido tanto al comportamiento contemporáneo como al legado histórico de la segregación de jure.

## Era anterior a la guerra
Las escuelas estaban segregadas en los Estados Unidos y las oportunidades educativas para los negros estaban restringidas. Los esfuerzos por establecer escuelas para ellos se encontraron con una violenta oposición por parte del público. El gobierno de los Estados Unidos estableció internados indios a los que se enviaba a los nativos americanos.
La Escuela Libre Africana se fundó en la ciudad de Nueva York en el siglo XVIII. La educación durante el período de la esclavitud en los Estados Unidos era limitada. Richard Humphreys, Samuel Powers Emlen Jr. y Prudence Crandall fundaron escuelas para afroamericanos en las décadas anteriores a la Guerra Civil.
En 1832, Prudence Crandall admitió a una niña afroamericana en su internado femenino Canterbury Female Boarding School, en Canterbury, Connecticut, que era exclusivamente para blancas, lo que provocó una reacción pública y protestas. Ella convirtió el internado en uno solo para niñas afroamericanas, pero Crandall fue encarcelada por sus esfuerzos por violar una ley contra los negros. En 1835, una turba antiesclavista atacó y destruyó la Noyes Academy, una escuela integrada en Canaan, New Hampshire, fundada por abolicionistas de Nueva Inglaterra. En el caso Roberts contra la ciudad de Boston de 1849, el Tribunal Supremo de Massachusetts dictaminó que las escuelas segregadas estaban permitidas por la Constitución de Massachusetts.La Emlen Institution era un internado para huérfanos afroamericanos y nativos americanos en Ohio y luego en Pensilvania.Richard Humphreys legó dinero para fundar el Instituto para Jóvenes de Color en Filadelfia. El cofundador de la Facultad de Derecho de Yale, juez y alcalde de New Haven, David Daggett, fue un líder en la lucha contra las escuelas para afroamericanos y ayudó a bloquear los planes de crear una universidad para afroamericanos en New Haven, Connecticut.

## Los derechos civiles tras la Guerra Civil
Algunos grupos religiosos y filántropos crearon escuelas para negros con el fin de educar a los afroamericanos. La Academia Oberlin fue una de las primeras escuelas en integrar a alumnos de otras razas. La escuela secundaria Lowell también aceptaba a estudiantes afroamericanos.
California aprobó una ley que prohibía a los "negros, mongoles e indios" asistir a las escuelas públicas.Se necesitaba que al menos diez miembros de una minoría de una comunidad solicitaran una escuela segregada o, de lo contrario, se les negaba el acceso a la educación pública. El superintendente de escuelas del estado, Andrew Moulder, declaró: "La gran mayoría de nuestros ciudadanos no se asociará en términos de igualdad con estas razas inferiores, ni consentirá que sus hijos lo hagan".
En Colorado, la segregación en la vivienda y la escuela se prolongó hasta la década de 1960.
En 1867, Portland, Oregón, impidió que un estudiante negro asistiera a sus escuelas primarias públicas y, en su lugar, estableció una escuela segregada separada cuando fue demandada. Las escuelas públicas de Portland se integraron en 1872.

## Reconstrucción
El Congreso aprobó las Leyes de Reconstrucción de 1867, ratificó la Decimoquinta Enmienda de la Constitución de los Estados Unidos en 1870, que concedía a los afroamericanos el derecho al voto, y también promulgó la Ley de Derechos Civiles de 1875, que prohibía la segregación racial en los alojamientos. La ocupación federal en el sur contribuyó a que muchos negros pudieran votar y elegir a sus propios líderes políticos. Las enmiendas de la Reconstrucción afirmaban la supremacía del Estado nacional y también afirmaban que todas las personas dentro de él eran formalmente iguales ante la ley. Sin embargo, no prohibían la segregación en las escuelas.
Cuando los republicanos llegaron al poder en los estados del sur después de 1867, crearon el primer sistema de escuelas públicas financiadas por los contribuyentes. Los negros del sur querían escuelas públicas para sus hijos, pero no exigían escuelas racialmente integradas. Casi todas las nuevas escuelas públicas estaban segregadas, salvo algunas en Nueva Orleans. Después de que los republicanos perdieran el poder a mediados de la década de 1870, los demócratas del sur mantuvieron los sistemas de escuelas públicas, pero recortaron drásticamente su financiación.
Casi todas las academias y universidades privadas del sur estaban estrictamente segregadas por razas.La Asociación Misionera Americana apoyó el desarrollo y la creación de varias universidades históricamente negras, entre ellas la Universidad Fisk y la Universidad Shaw. En este periodo, unas pocas universidades del norte aceptaban a estudiantes negros. Las confesiones religiosas del norte, y especialmente sus asociaciones misioneras, crearon escuelas privadas en todo el sur para impartir educación secundaria. Ofrecían una pequeña cantidad de trabajo universitario. La matrícula era mínima, por lo que las iglesias apoyaban financieramente a las universidades y también subvencionaban el salario de algunos profesores. En 1900, las iglesias, en su mayoría con sede en el norte, gestionaban 247 escuelas para personas negras en todo el sur, con un presupuesto de aproximadamente un millón de dólares. Empleaban a 1600 profesores y enseñaban a 46 000 estudiantes.Entre las escuelas más destacadas se encontraban la Universidad Howard, una institución privada con sede en Washington D. C. y reconocida por el gobierno federal; la Universidad Fisk en Nashville, la Universidad de Atlanta, el Instituto Hampton en Virginia y otras.
A principios de la década de 1870, el norte perdió interés en continuar con los esfuerzos de reconstrucción y, cuando las tropas federales se retiraron en 1877, el Partido Republicano del sur se dividió y perdió apoyo, lo que llevó a los conservadores (que se autodenominaban "redentores") a tomar el control de todos los estados del sur. La segregación "Jim Crow" comenzó algo más tarde, en la década de 1880. La privación del derecho al voto de los negros comenzó en la década de 1890. Aunque el Partido Republicano había defendido los derechos de los afroamericanos durante la Guerra Civil y se había convertido en una plataforma para la influencia política de los negros durante la Reconstrucción, una reacción violenta entre los republicanos blancos condujo al surgimiento del movimiento "lily-white" para eliminar a los afroamericanos de los puestos de liderazgo del partido e incitar a disturbios para dividir al partido, con el objetivo final de eliminar la influencia de los negros. En 1910, la segregación estaba firmemente establecida en todo el sur y en la mayor parte de la región fronteriza, y solo a un pequeño número de líderes negros se les permitía votar en el sur profundo: 117 

### La era Jim Crow

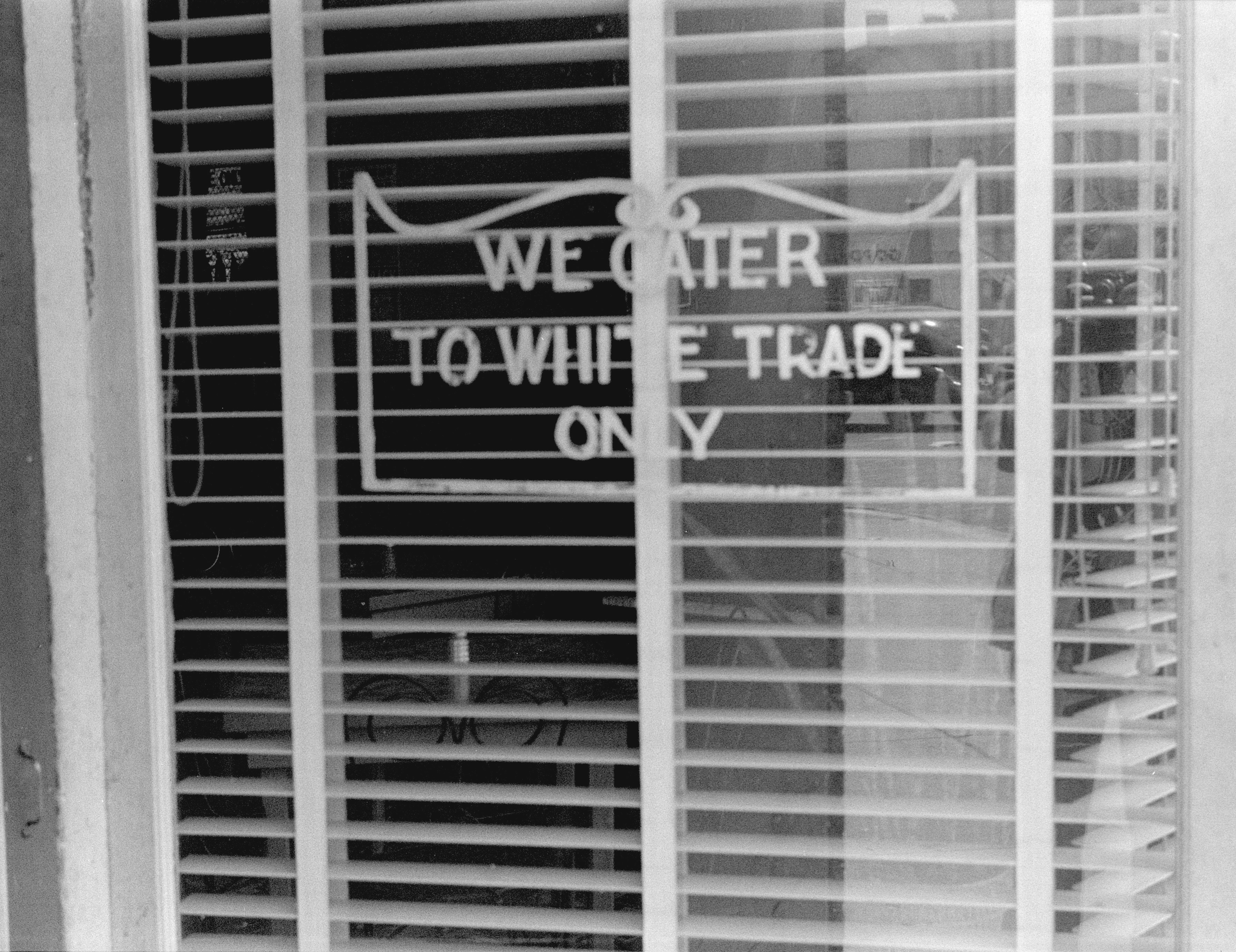
Cartel "Sólo atendemos a blancos" en el escaparate de un restaurante de Lancaster, Ohio, en 1938. En Ohio, como en la mayor parte del Norte y del Oeste, no existía la segregación de jure (leyes Jim Crow), pero en muchos lugares seguía existiendo la segregación social de facto a principios del. Junto con la segregación patrocinada por el estado, en la década de 1960 se prohibió la segregación impuesta por propietarios privados en los alojamientos públicos.

La legitimidad de las leyes que exigían la segregación de las personas negras fue confirmada por el Tribunal Supremo de los Estados Unidos en el caso Plessy contra Ferguson, 163 U.S. 537, de 1896. El Tribunal Supremo confirmó la constitucionalidad de una ley de Luisiana que exigía a las compañías ferroviarias proporcionar acomodaciones "separadas pero iguales" para los pasajeros blancos y negros, y prohibía a las personas blancas y negras utilizar vagones de tren que no estuvieran asignados a su raza.
Plessy permitió así la segregación, que se convirtió en la norma en todo el sur de los Estados Unidos y representó la institucionalización del período Jim Crow. Se suponía que todo el mundo debía recibir los mismos servicios públicos (escuelas, hospitales, prisiones, etc.), pero con instalaciones separadas para cada raza. En la práctica, los servicios e instalaciones reservados para los afroamericanos eran casi siempre de menor calidad que los reservados para los blancos, si es que existían; por ejemplo, la mayoría de las escuelas afroamericanas recibían menos financiación pública por alumno que las escuelas blancas cercanas. La segregación no estaba impuesta por ley en los estados del norte, pero se desarrolló un sistema de facto para las escuelas, en el que casi todos los alumnos negros asistían a escuelas que eran casi exclusivamente negras. En el sur, las escuelas blancas solo tenían alumnos y profesores blancos, mientras que las escuelas negras solo tenían profesores y alumnos negros.

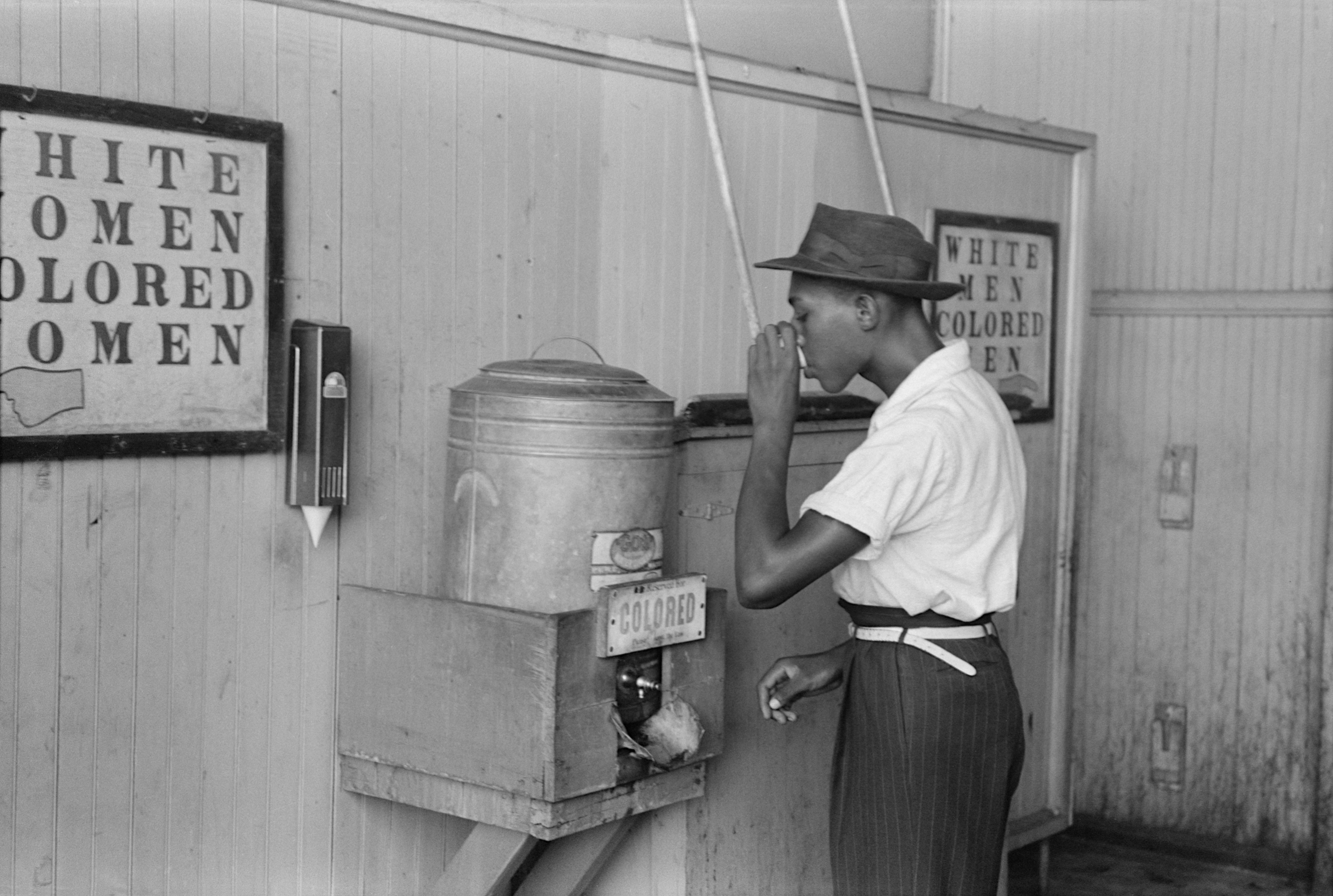
Un hombre afroamericano bebiendo en un bebedero "de color" en una terminal de tranvías de Oklahoma City, 1939, por Russell Lee.

El presidente Woodrow Wilson, un demócrata sureño, permitió que los jefes de los departamentos gubernamentales impusieran la segregación en los lugares de trabajo federales en 1913.
Algunas empresas de tranvías no aplicaron la segregación de forma voluntaria. El gobierno tardó 15 años en romper su resistencia.
En al menos seis ocasiones a lo largo de casi 60 años, el Tribunal Supremo sostuvo, ya fuera de forma explícita o por implicación necesaria, que la norma de "separados pero iguales" anunciada en Plessy era la norma jurídica correcta, aunque, hacia el final de ese período, el Tribunal comenzó a centrarse en si las instalaciones separadas eran realmente iguales. La derogación de las leyes de "separados pero iguales" fue uno de los principales objetivos del movimiento por los derechos civiles. En Brown contra la Junta de Educación, 347 U.S. 483 (1954), el Tribunal Supremo prohibió las instalaciones educativas públicas segregadas para personas negras y blancas a nivel estatal. La Ley de Derechos Civiles de 1964 sustituyó todas las leyes estatales y locales que exigían la segregación. El cumplimiento de la nueva ley fue lento y se necesitaron años y muchos casos en los tribunales inferiores para hacerla cumplir.
En algunas partes de los Estados Unidos, especialmente en el sur, se utilizaban carteles para indicar dónde podían caminar, hablar, beber, descansar o comer legalmente los afroamericanos.

### Era del New Deal

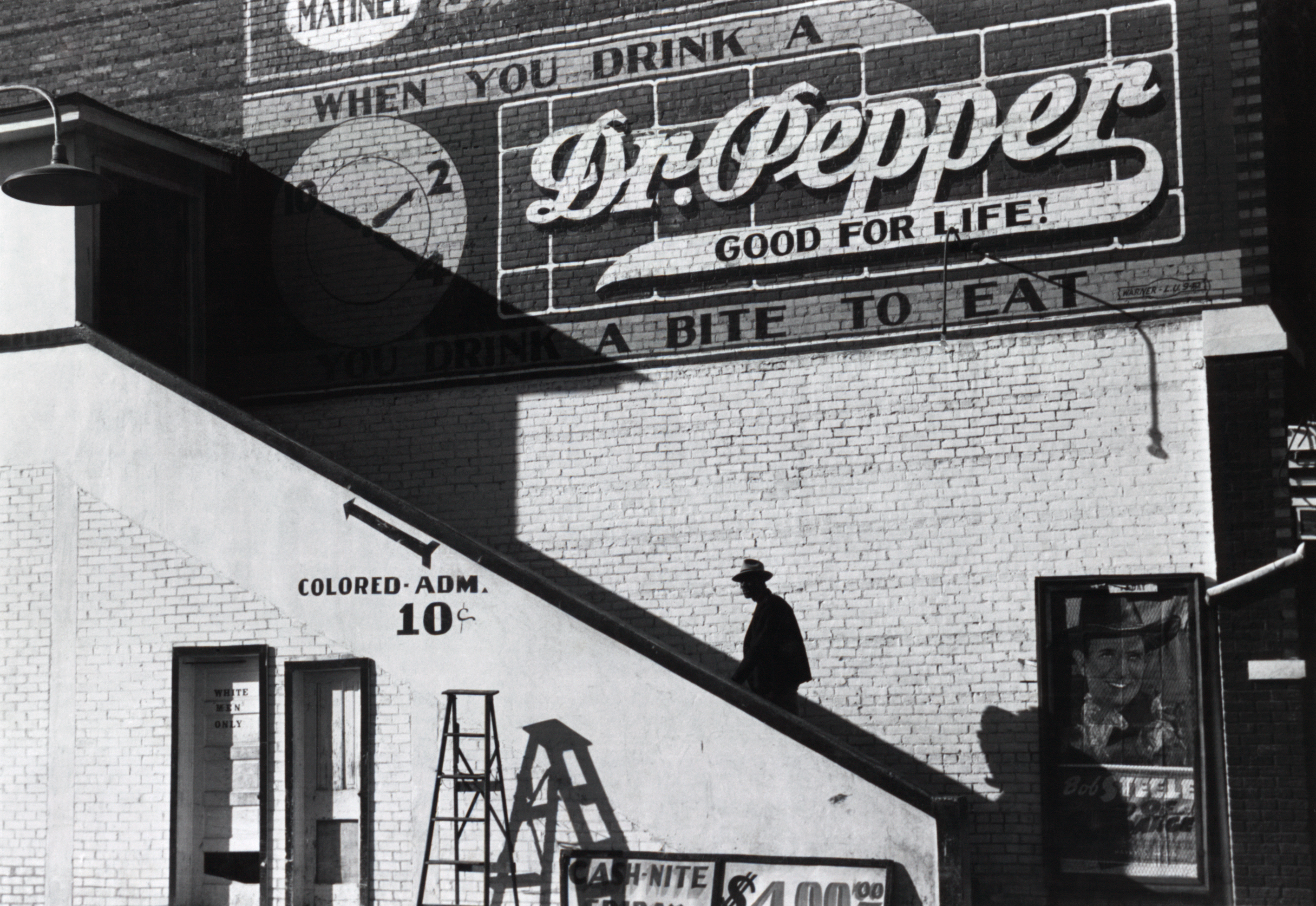
Un hombre negro entra en la entrada "de color" de un cine en Belzoni, Misisipi, 1939.

Con la aprobación de la Ley Nacional de Vivienda de 1934, el Gobierno de los Estados Unidos comenzó a ofrecer hipotecas a bajo interés a las familias a través de la Administración Federal de Vivienda (FHA).
A las familias negras se les denegaron explícitamente estos préstamos. Aunque técnicamente estaban permitidos por la ley, en la práctica se les prohibió. Esto se debía a que la elegibilidad para los préstamos respaldados por el Gobierno federal se determinaba en gran medida por los mapas de discriminación creados por la Corporación de Préstamos para Propietarios de Viviendas (HOLC).

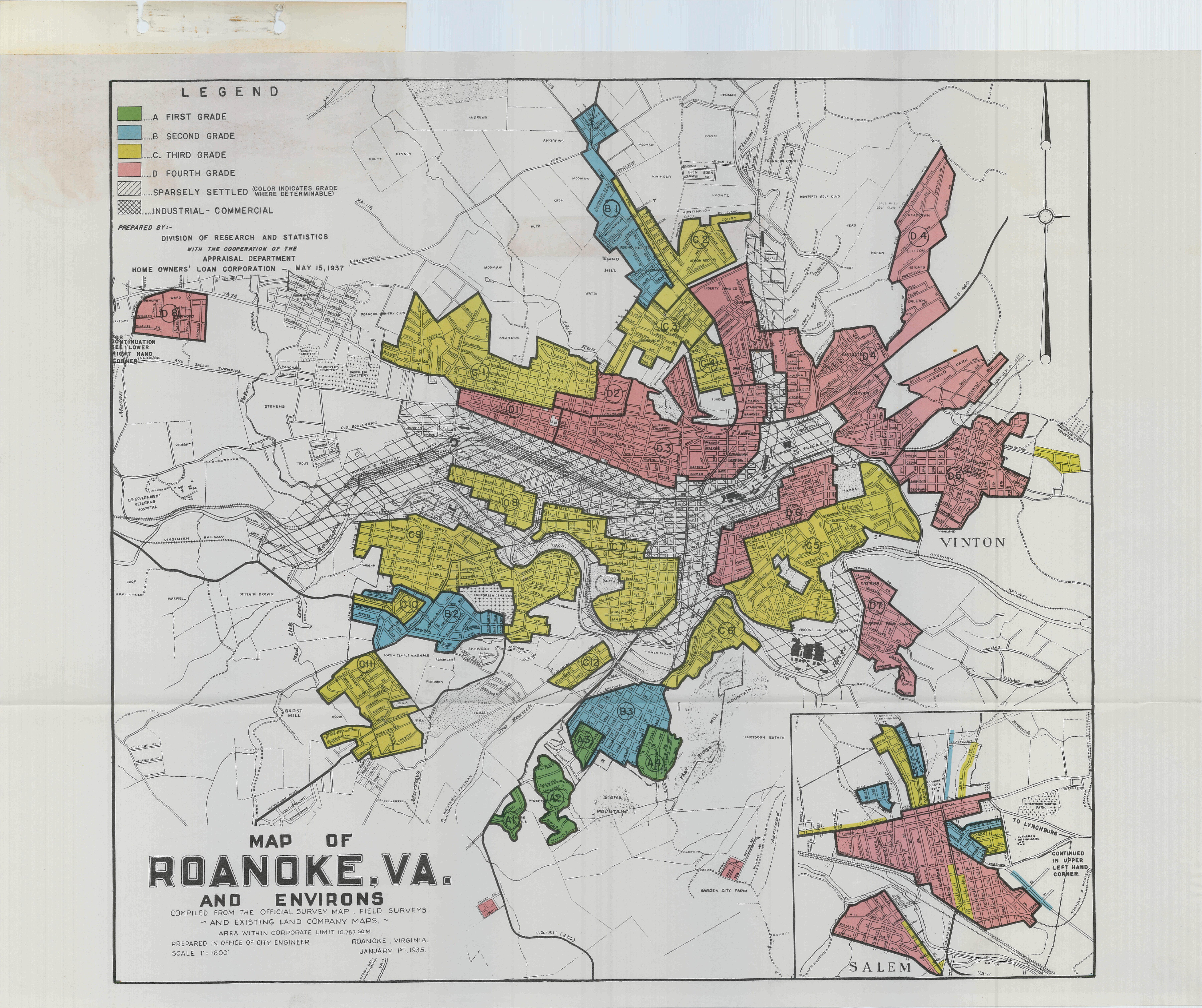
Roanoke, Virginia HOLC mapa de redlining

Cualquier barrio con "grupos raciales inarmónicos" se marcaba en rojo o amarillo, dependiendo de la proporción de residentes negros.Esto se indicaba explícitamente en el manual de suscripción de la FHA que la HOLC utilizaba para sus mapas.
Para los proyectos de construcción de barrios, existía un requisito similar. El gobierno federal exigía que estuvieran explícitamente segregados para recibir respaldo federal.El respaldo financiero del gobierno federal también exigía el uso de cláusulas restrictivas por motivos raciales, que prohibían a los propietarios blancos revender sus casas a compradores negros, lo que en la práctica excluía a los afroamericanos del mercado inmobiliario.
El gobierno animaba a las familias blancas a mudarse a los suburbios concediéndoles préstamos, que se negaban a los afroamericanos. Muchas comunidades afroamericanas establecidas se vieron alteradas por el trazado de autopistas interestatales a través de sus barrios. Para construir estas autopistas elevadas, el gobierno destruyó decenas de miles de viviendas unifamiliares. Dado que estas propiedades fueron declaradas sumariamente "en declive", las familias recibieron una miseria por ellas y se vieron obligadas a mudarse a viviendas financiadas por el gobierno federal, llamadas "los proyectos". Para construir estos proyectos, se demolieron aún más viviendas unifamiliares.
El New Deal de la década de 1930 en su conjunto estaba segregado racialmente; los negros rara vez trabajaban junto a los blancos en los programas del New Deal. El programa de ayuda más importante con diferencia fue la Administración de Progreso de Obras (WPA), que gestionaba unidades segregadas, al igual que su filial juvenil, la Administración Nacional de la Juventud (NYA).La WPA contrató a personas negras como supervisores en el norte; de los 10 000 supervisores de la WPA en el sur, solo 11 eran negros.El historiador Anthony Badger sostiene que "los programas del New Deal en el sur discriminaban habitualmente a las personas negras y perpetuaban la segregación".En sus primeras semanas de funcionamiento, los campamentos del Cuerpo Civil de Conservación (CCC) en el norte estaban integrados. En julio de 1935, prácticamente todos los campamentos del CCC en Estados Unidos estaban segregados, y los trabajadores negros tenían estrictas limitaciones en las funciones de supervisión que se les asignaban. Philip Klinkner y Rogers Smith sostienen que "ni siquiera los liberales raciales más destacados del New Deal se atrevieron a criticar a Jim Crow".El secretario del Interior, Harold Ickes, fue uno de los defensores más destacados de los negros en la Administración Roosevelt y expresidente de la sección de Chicago de la NAACP. En 1937, cuando el senador Josiah Bailey, demócrata de Carolina del Norte, lo acusó de intentar derribar las leyes de segregación, Ickes le escribió una refutación diciendo:
Creo que corresponde a los estados resolver sus problemas sociales si es posible, y aunque siempre me ha interesado que los negros reciban un trato justo, nunca he malgastado mis fuerzas contra el muro particular de la segregación. Creo que ese muro se derrumbará cuando los negros alcancen un alto nivel educativo y económico... Además, aunque en el norte no hay leyes de segregación, existe una segregación de hecho y más vale que lo reconozcamos.
El New Deal también proporcionó beneficios federales a los afroamericanos. Esto llevó a muchos a formar parte de la coalición del New Deal desde su base en las ciudades del norte y el oeste, donde ahora podían votar, tras haber abandonado en gran número el sur durante la Gran Migración.Influenciado en parte por los asesores del "Gabinete Negro" y el Movimiento de la Marcha sobre Washington, justo antes de la entrada de Estados Unidos en la Segunda Guerra Mundial, Roosevelt promulgó la Orden Ejecutiva 8802, la primera orden contra la discriminación a nivel federal, y creó el Comité de Prácticas Laborales Justas.El sucesor de Roosevelt, el presidente Harry Truman, nombró el Comité Presidencial de Derechos Civiles y promulgó las Órdenes Ejecutivas 9980 y 9981, que establecían la desegregación en todo el Gobierno federal y las fuerzas armadas.

## Hipersegregación
En un estudio de 1988 citado a menudo, Douglas Massey y Nancy Denton recopilaron 20 medidas de segregación existentes y las redujeron a cinco dimensiones de segregación residencial. Dudley L. Poston y Michael Micklin sostienen que Massey y Denton "aportaron claridad conceptual a la teoría de la medición de la segregación al identificar cinco dimensiones".
Se considera que los afroamericanos están racialmente segregados porque se les aplican las cinco dimensiones de la segregación dentro de estos centros urbanos de EE. UU. Estas cinco dimensiones son la uniformidad, la agrupación, la exposición, la centralización y la concentración.
La uniformidad es la diferencia entre el porcentaje de un grupo minoritario en una parte concreta de una ciudad, en comparación con la ciudad en su conjunto. La exposición es la probabilidad de que una minoría y una mayoría entren en contacto. La agrupación es la reunión de diferentes grupos minoritarios en un único espacio; la agrupación suele dar lugar a un gran gueto y a la formación de la "hiperghettoización". La centralización mide la tendencia de los miembros de un grupo minoritario a situarse en el centro de una zona urbana, a menudo calculada como porcentaje de un grupo minoritario que vive en el centro de una ciudad (frente a las zonas periféricas). La concentración es la dimensión que se refiere a la cantidad real de tierra en la que vive una minoría dentro de su ciudad concreta. Cuanto mayor sea la segregación dentro de esa zona concreta, menor será la cantidad de terreno que controlará un grupo minoritario :
En la década de 1980, el aumento de la hipersegregación fue especialmente grande en los barrios negros. La segregación extrema de los afroamericanos dio lugar a una sociedad diferente vivida por los residentes negros y blancos. El aislamiento de la comunidad afroamericana era evidente en las condiciones de vida, los mercados de comestibles, las solicitudes de empleo, etc. Dado que la segregación dio lugar a estilos de vida diferentes en los que vivían en los suburbios en comparación con las zonas con viviendas sociales, la dimensión de concentración de la segregación desempeñó un papel importante. La concentración aumentó la pobreza en los barrios negros al proporcionar situaciones de vida más caras y menos ideales a los afroamericanos. Este aumento de la pobreza creó una desventaja a la hora de acceder al mercado laboral, lo que provocó un descenso de las tasas de matrimonio en la comunidad negra debido al gran número de hombres que no tenían la suficiente seguridad económica para hacerse cargo de una familia. La hipersegregación contribuyó en gran medida a crear una comunidad aislada para los afroamericanos en Estados Unidos. Este patrón fue consistente en hacer que los residentes afroamericanos fueran inestables financieramente, lo que se extendió a otras malas condiciones de vida.
El patrón de hipersegregación comenzó a principios del siglo XX. Los afroamericanos que se trasladaban a las grandes ciudades solían instalarse en el centro urbano para conseguir empleos industriales. La afluencia de nuevos residentes afroamericanos provocó que muchos residentes blancos se trasladaran a los nuevos suburbios (subvencionados por el gobierno federal sólo para familias blancas) en un caso de huida de los blancos. Esto fue fomentado por el gobierno, ya que muchas eran familias blancas de clase media que vivían en viviendas públicas segregadas establecidas por primera vez en la década de 1930. El gobierno estadounidense les hizo una gran publicidad de los suburbios y las hipotecas subvencionadas que ofrecía eran normalmente más baratas que el alquiler mensual. Estas mismas hipotecas no se ofrecían a los negros estadounidenses que vivían en viviendas públicas, lo que provocó el hacinamiento, mientras que las viviendas públicas para blancos permanecían vacías.
Cuando la industria empezó a abandonar el centro de la ciudad, los residentes afroamericanos perdieron los empleos estables que les habían traído a la zona. Muchos no pudieron abandonar el centro de la ciudad y se empobrecieron cada vez más, lo que creó los guetos urbanos que constituyen el núcleo de la hipersegregación. Aunque la Ley de Derechos Civiles de 1968 prohibió la discriminación en la vivienda, los modelos de vivienda establecidos anteriormente perpetuaron la hipersegregación. Los datos del censo de 2000 muestran que 29 áreas metropolitanas presentaban hipersegregación de blancos y negros. Dos áreas -Los Ángeles y Nueva York- mostraban hipersegregación hispano-blanca. En ningún área metropolitana se observa una hipersegregación de asiáticos o de natos.

## Racismo
El presidente Woodrow Wilson apartó a muchos negros de los cargos públicos. No se opuso a las prácticas segregacionistas de los jefes de departamento autónomos de la administración pública federal, según Brian J. Cook en su obra Democracy And Administration: Woodrow Wilson's Ideas And The Challenges Of Public Management. Los blancos y los negros debían comer por separado, asistir a escuelas separadas, utilizar aseos públicos, bancos de parques, trenes, autobuses e incluso fuentes de agua diferentes. Las tiendas y restaurantes a menudo se negaban a atender a personas de distintas razas bajo el mismo techo.
La segregación pública fue desafiada por ciudadanos individuales en contadas ocasiones, pero su repercusión en cuestiones de derechos civiles fue mínima, hasta que en diciembre de 1955, en Montgomery (Alabama), Rosa Parks se negó a que un pasajero blanco la trasladara a la parte trasera de un autobús, lo que desencadenó el boicot a los autobuses de Montgomery. El acto de rebeldía de Parks se convirtió en un importante símbolo del Movimiento por los Derechos Civiles moderno y se convirtió en un icono internacional de la resistencia a la segregación racial.
La segregación también era generalizada en la vivienda. Las constituciones estatales (por ejemplo, la de California) tenían cláusulas que otorgaban a las jurisdicciones locales el derecho a regular dónde podían vivir los miembros de determinadas razas. En 1917, el Tribunal Supremo dictaminó en el caso Buchanan contra Warley que las ordenanzas municipales de segregación de residentes eran inconstitucionales. En respuesta, los blancos recurrieron al pacto restrictivo, una restricción formal de escritura que obligaba a los propietarios blancos de un barrio determinado a no vender a los negros. Los blancos que incumplían estos acuerdos podían ser demandados por los vecinos "perjudicados".En el caso Shelley contra Kraemer, de 1948, el Tribunal Supremo de EE. UU. dictaminó que estos pactos eran legalmente inaplicables. Los patrones de segregación residencial ya se habían establecido en la mayoría de las ciudades estadounidenses y, a menudo, han persistido hasta el presente por el impacto de la huida de los blancos y las líneas rojas.
En la mayoría de las ciudades, la única forma que tenían los negros de aliviar la presión de la aglomeración resultante de la creciente emigración era ampliar las fronteras residenciales hacia los barrios circundantes, anteriormente blancos, un proceso que a menudo provocaba el acoso y los ataques de los residentes blancos, cuyas actitudes intolerantes se veían intensificadas por el temor a que los vecinos negros hicieran disminuir el valor de las propiedades. Además, el aumento de la presencia de afroamericanos en las ciudades, tanto del Norte como del Sur, así como su competencia con los blancos por la vivienda, el empleo y la influencia política, desencadenaron una serie de disturbios raciales. En 1898, los ciudadanos blancos de Wilmington, Carolina del Norte, resentidos por la participación de los afroamericanos en el gobierno local e indignados por un editorial de un periódico afroamericano que acusaba a las mujeres blancas de conducta sexual deshonesta, se amotinaron y mataron a docenas de negros. Como consecuencia de la furia, los supremacistas blancos derrocaron el gobierno de la ciudad, expulsaron a los funcionarios blancos y negros e instituyeron restricciones para impedir que los negros votaran. En Atlanta, en 1906, las noticias publicadas en los periódicos sobre agresiones de hombres negros a mujeres blancas provocaron un estallido de tiroteos y asesinatos que se saldó con doce negros muertos y setenta heridos. La afluencia de rompehuelgas negros no cualificados a San Luis Este, Illinois, aumentó las tensiones raciales en 1917. Los rumores de que los negros se estaban armando para atacar a los blancos provocaron numerosos ataques de turbas blancas contra barrios negros. El 1 de julio, los negros devolvieron los disparos a un coche cuyos ocupantes creían que estaban armados.
Las leyes contra el mestizaje (también conocidas como leyes de mestizaje) prohibían el matrimonio entre blancos y no blancos. La primera ley contra el mestizaje fue aprobada por la Asamblea General de Maryland en 1691, y penalizaba el matrimonio interracial. Durante uno de sus famosos debates con Stephen A. Douglas en Charleston, Illinois, en 1858, Abraham Lincoln declaró, 

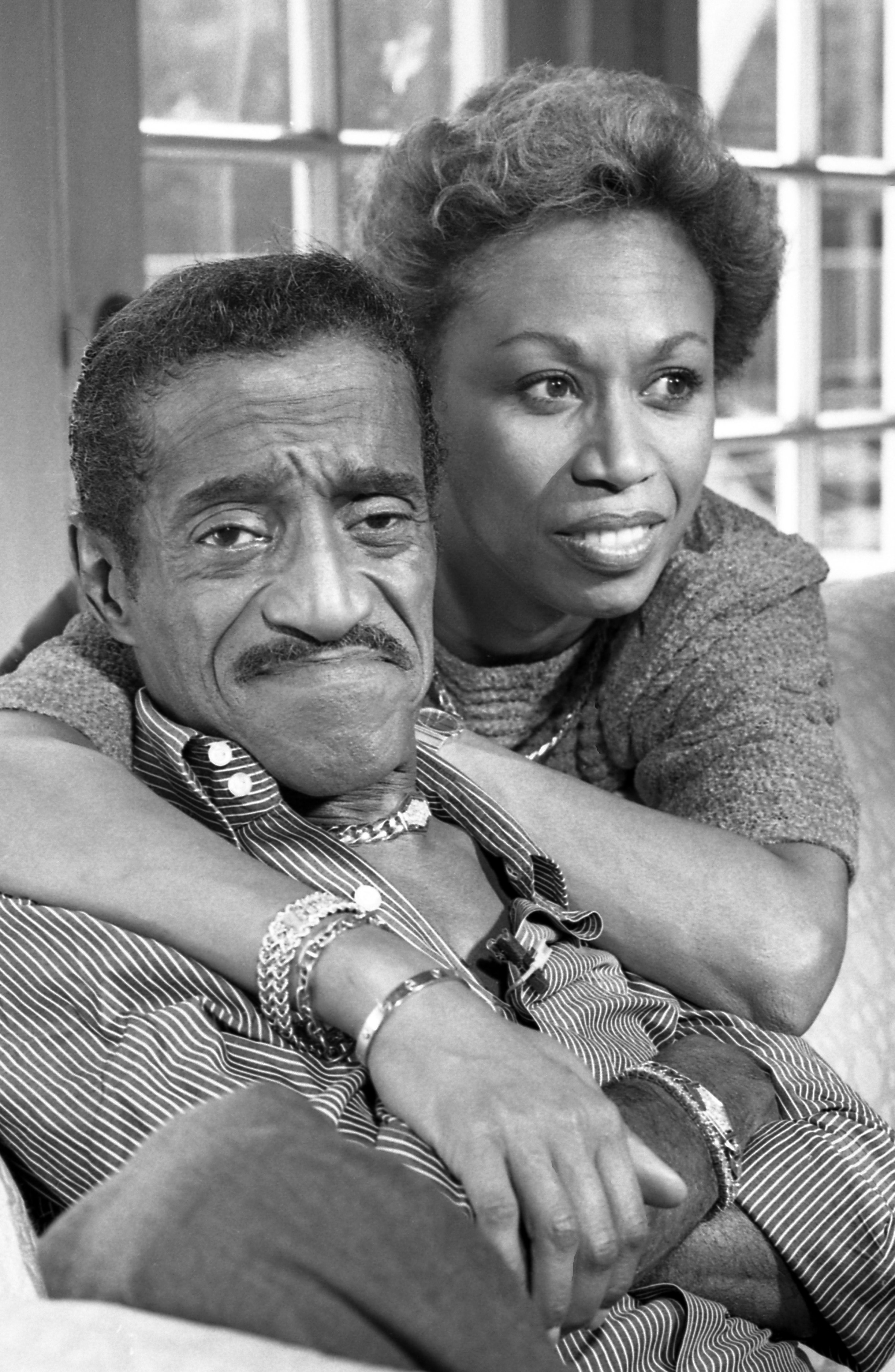
Aunque la prohibición de los matrimonios interraciales terminó en California en 1948, el artista Sammy Davis Jr. tuvo que hacer frente a las críticas por su relación con una mujer blanca en 1957.

No estoy ni he estado nunca a favor de convertir a los negros en votantes o jurados, ni de habilitarlos para ocupar cargos, ni de que se casen con blancos; y diré además que existe una diferencia física entre las razas blanca y negra que impedirá siempre que las dos razas vivan juntas en términos de igualdad social y política. Y en la medida en que no puedan vivir así, mientras permanezcan juntas, debe existir la posición de superioridad. Estoy tan a favor como cualquier otro hombre de que se asigne la posición superior a la raza blanca.
A finales del siglo XIX, 38 estados de EE. UU. tenían leyes contra el mestizaje. En 1924, la prohibición del matrimonio interracial seguía vigente en 29 estados. Aunque el matrimonio interracial era legal en California desde 1948, en 1957 el actor Sammy Davis Jr. se enfrentó a una reacción violenta por su relación con la actriz blanca Kim Novak.Harry Cohn, presidente de Columbia Pictures (con la que Novak tenía contrato), cedió ante su preocupación de que una reacción racista contra la relación pudiera perjudicar al estudio. Davis se casó brevemente con la bailarina negra Loray White en 1958 para protegerse de la violencia de la mafia. Ebrio en la ceremonia nupcial, Davis le dijo desesperado a su mejor amigo, Arthur Silber Jr, "¿Por qué no me dejan vivir mi vida?" La pareja nunca vivió junta e inició los trámites de divorcio en septiembre de 1958.Cuando un periodista preguntó al expresidente Harry S. Truman en 1963 si el matrimonio interracial se generalizaría en Estados Unidos, respondió: “Espero que no; no creo en ello”, antes de formular una pregunta dirigida a menudo a cualquiera que defienda la integración racial: "¿Le gustaría que su hija se casara con un negro? No querrá a alguien que no sea de su color".
En 1958, unos agentes de Virginia entraron en casa de Richard y Mildred Loving y los sacaron de la cama por vivir juntos como pareja interracial, basándose en que "cualquier persona blanca que se case con una persona de color" -o viceversa- "será culpable de un delito grave" y se enfrentará a penas de prisión de cinco años. En 1965, el juez Leon Bazile del tribunal de primera instancia de Virginia, que conoció del caso original, defendió su decisión:
"Dios Todopoderoso creó las razas blanco, negro, amarillo, malaya, y rojo, y las colocó en continentes separados, y de no ser por la interferencia con su arreglo no habría causa para tales matrimonios. El hecho de que separara las razas demuestra que no pretendía que se mezclaran."

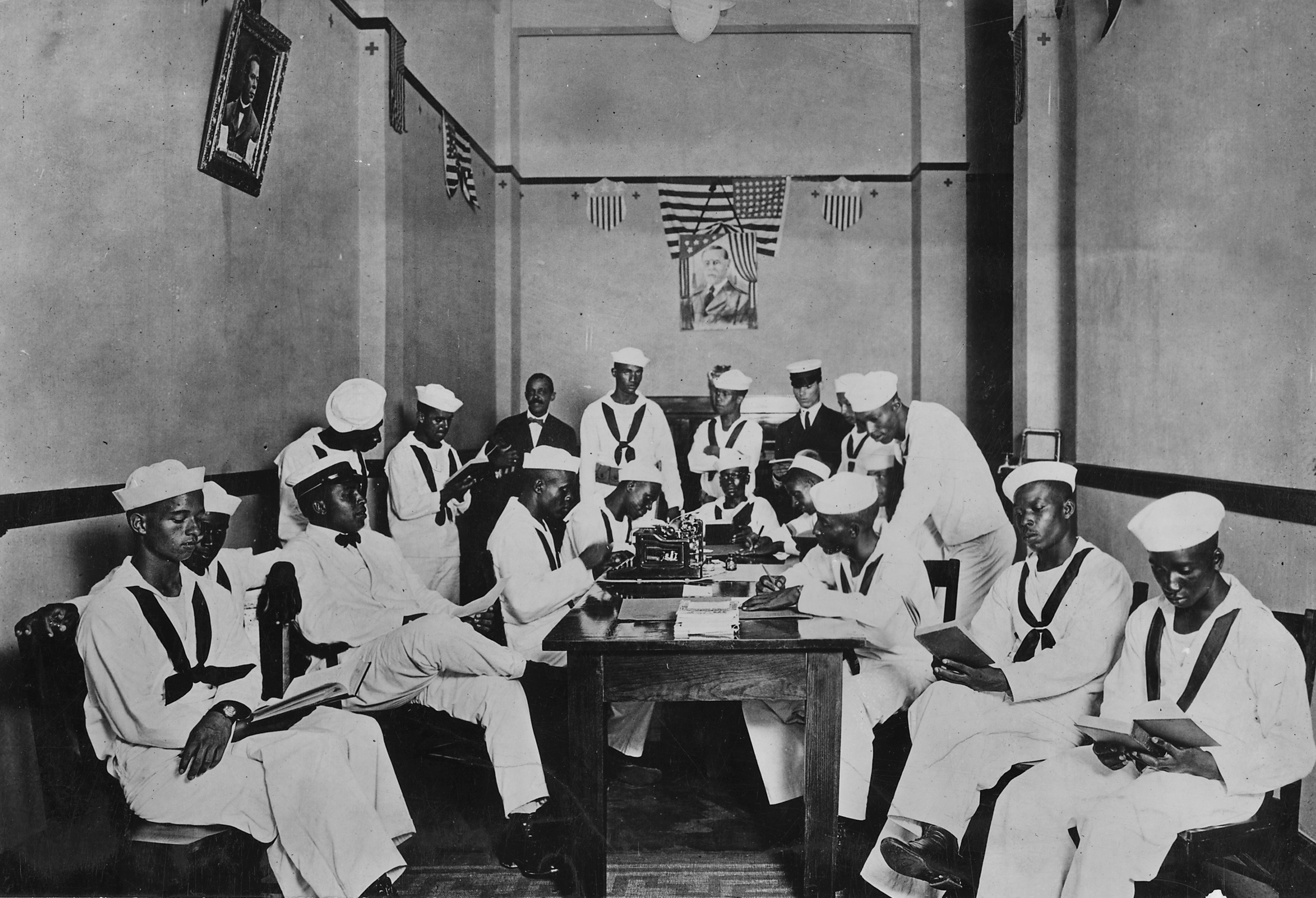
Habitación de marineros de color en la Primera Guerra Mundial

En la Primera Guerra Mundial, los negros sirvieron en las Fuerzas Armadas de Estados Unidos en unidades segregadas. El 369.º Regimiento de Infantería (antes 15.º de la Guardia Nacional de Nueva York) se distinguió y fue conocido como los "Harlem Hellfighters".

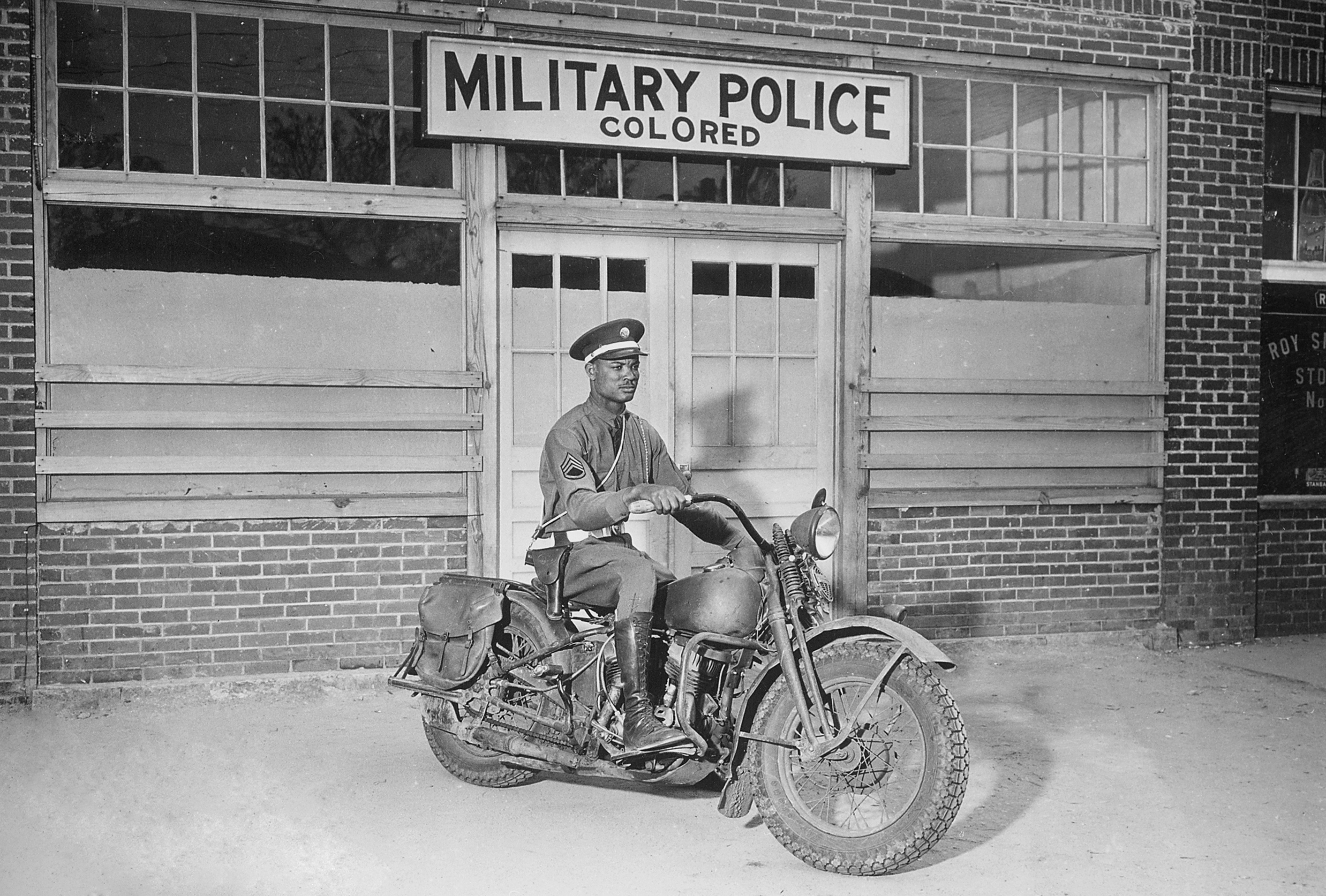
Un policía militar negro en motocicleta frente a la entrada de la Policía Militar "de color" durante la Segunda Guerra Mundial

El ejército estadounidense seguía estando muy segregado en la Segunda Guerra Mundial. El Cuerpo Aéreo del Ejército (precursor de las Fuerzas Aéreas) y los Marines no tenían negros alistados en sus filas. Había negros en los Seabees de la Marina. Antes de la guerra, el ejército sólo contaba con cinco oficiales afroamericanos. Ningún afroamericano recibió la Medalla de Honor durante la guerra, y en su mayoría fueron relegados a unidades no de combate. En ocasiones, los soldados negros se veían obligados a ceder sus asientos en los trenes a los prisioneros de guerra nazis. La Segunda Guerra Mundial vio a los primeros pilotos militares negros de EE UU, los Tuskegee Airmen, 99.º Escuadrón de Caza,y también vio al segregado 183.º Batallón de Combate de Ingenieros participar en la liberación de supervivientes judíos en el campo de concentración de Buchenwald.A pesar de la política institucional de segregación racial en el entrenamiento de los miembros alistados y en las unidades tácticas, la política del Ejército dictaminó que los soldados blancos y negros se entrenaran juntos en las escuelas de aspirantes a oficiales (a partir de 1942)De este modo, la Escuela de Aspirantes a Oficiales se convirtió en el primer experimento formal de integración del Ejército: todos los aspirantes a oficiales, independientemente de su raza, vivían y se entrenaban juntos.

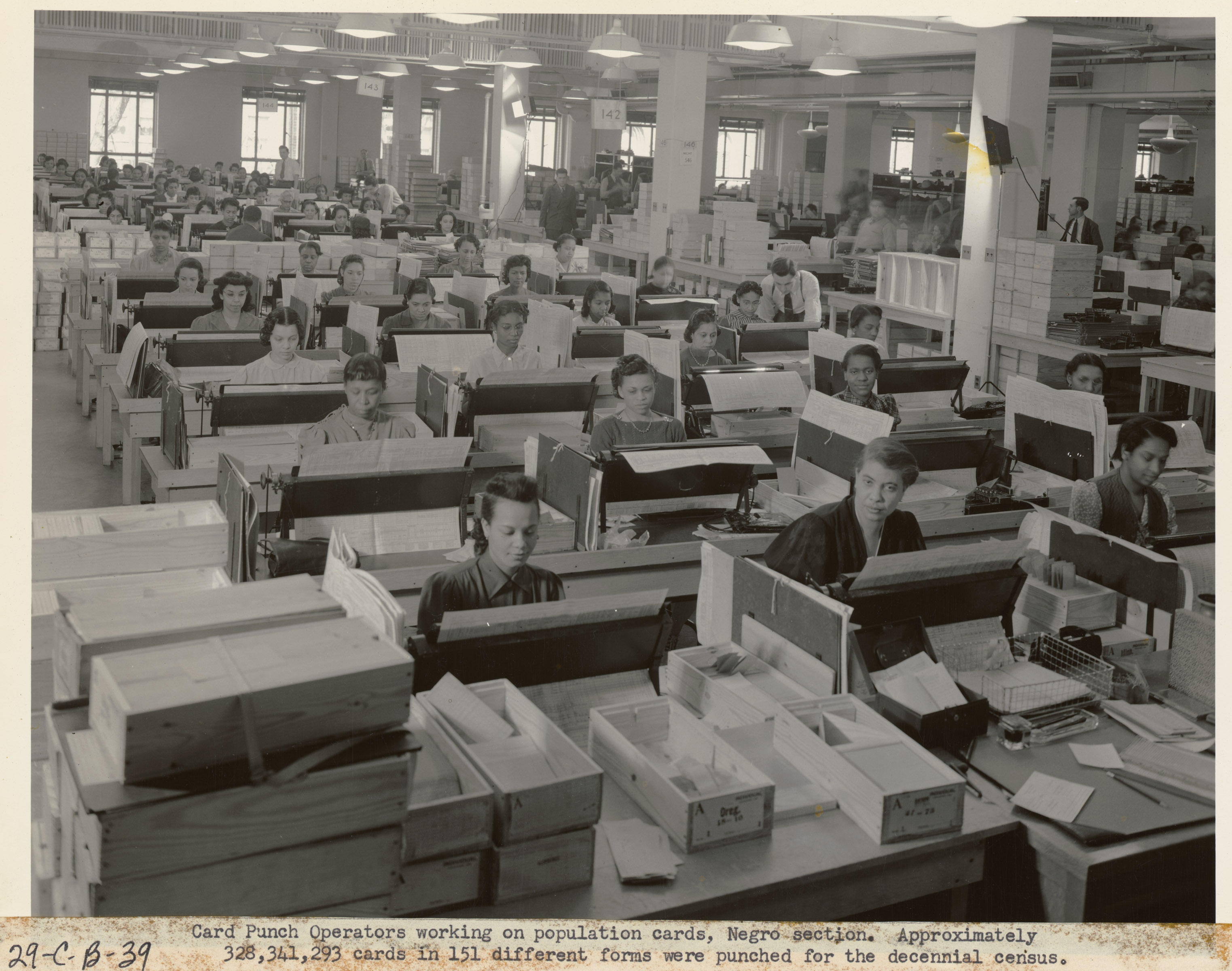
Sección negra de operadores de teclado en la Oficina del Censo de EE. UU.

Durante la Segunda Guerra Mundial, 110.000 personas de ascendencia japonesa (ciudadanos o no) fueron internadas en campos de internamiento. Cientos de personas de ascendencia alemana e italiana también fueron encarceladas (véase Internamiento de estadounidenses de origen alemán e internamiento de estadounidenses de origen italiano). Mientras que el programa gubernamental de internamiento de estadounidenses de origen japonés apuntaba a todos los japoneses de Estados Unidos como enemigos, a la mayoría de los estadounidenses de origen alemán e italiano se les dejó en paz y se les permitió servir en el ejército estadounidense.
La presión para acabar con la segregación racial en el gobierno creció entre los afroamericanos y los progresistas tras el final de la Segunda Guerra Mundial. El 26 de julio de 1948, el presidente Harry S. Truman firmó la Orden Ejecutiva 9981, que ponía fin a la segregación en las Fuerzas Armadas de Estados Unidos.
El Cotton Club de Harlem (Nueva York), un club fundamental para el Renacimiento de Harlem en la década de 1920, era un establecimiento exclusivo para blancos en el que se permitía actuar a negros (como Duke Ellington), pero para un público blanco. A la primera actriz negra galardonada con un Oscar, Hattie McDaniel, no se le permitió asistir al estreno de Lo que el viento se llevó, ya que Atlanta estaba segregada racialmente, y en la decimosegunda ceremonia de los premios de la Academia, celebrada en el Hotel Ambassador de Los Ángeles, tuvo que sentarse en una mesa segregada en la pared más alejada de la sala; el hotel tenía una política de no negros, pero permitió entrar a McDaniel como favor.El deseo final de McDaniel de ser enterrada en el cementerio de Hollywood fue denegado porque el cementerio estaba restringido sólo a blancos.
El 11 de septiembre de 1964, John Lennon anunció que Los Beatles no tocarían ante un público segregado en Jacksonville, Florida. Las autoridades municipales cedieron tras este anuncio. Un contrato para un concierto de Los Beatles en 1965 en el Cow Palace de Daly City, California, especifica que "no se exigirá a la banda que actúe ante un público segregado".
A pesar de todos los cambios legales que se han producido desde la década de 1940 y especialmente en la de 1960 (véase Desegregación), Estados Unidos sigue siendo, hasta cierto punto, una sociedad segregada, con modelos de vivienda, matriculación escolar, pertenencia a iglesias, oportunidades de empleo e incluso admisiones universitarias que reflejan una importante segregación de facto. Los partidarios de la discriminación positiva argumentan que la persistencia de tales disparidades refleja la discriminación racial o la persistencia de sus efectos.
Gates contra Collier fue un caso resuelto en un tribunal federal que puso fin al sistema confiado y a los flagrantes abusos a los reclusos en la tristemente célebre Penitenciaría Estatal de Misisipi en Parchman, Misisipi. En 1972, el juez federal William C. Keady determinó que la Granja de Parchman violaba las normas modernas de decencia. Ordenó el cese inmediato de todas las condiciones y prácticas inconstitucionales. Se abolió la segregación racial de los reclusos. Y también se abolió el sistema trusty, que permitía a ciertos reclusos tener poder y control sobre otros.
Más recientemente, la disparidad entre la composición racial de los reclusos en el sistema penitenciario estadounidense ha suscitado la preocupación de que el sistema de Justicia de Estados Unidos fomente un "nuevo apartheid".

### Racismo científico
Las raíces intelectuales de Plessy contra Ferguson, la histórica decisión del Tribunal Supremo de Estados Unidos que defendió la constitucionalidad de la segregación racial, bajo la doctrina de "separados pero iguales", estaban parcialmente ligadas al racismo científico de la época. El apoyo popular a la decisión fue probablemente el resultado de las creencias racistas que tenían la mayoría de los blancos de la época.Más tarde, la decisión judicial Brown contra el Consejo de Educación rechazó las ideas de los racistas científicos sobre la necesidad de la segregación, especialmente en las escuelas. Tras esa decisión, tanto las ideas académicas como las populares sobre el racismo científico desempeñaron un papel importante en el ataque y la reacción que siguieron a la decisión judicial.
The Mankind Quarterly es una revista que ha publicado sobre racismo científico. Se fundó en 1960, en parte como respuesta a la decisión de 1954 del Tribunal Supremo de Estados Unidos en el caso Brown contra el Consejo de Educación, que ordenaba la desegregación de las escuelas de EE. UU.Muchos de los colaboradores, editores y miembros de la junta directiva de la publicación defienden el hereditarismo académico. La publicación es muy criticada por su política extremista, su tendencia antisemita y su apoyo al racismo científico.

### En el Sur

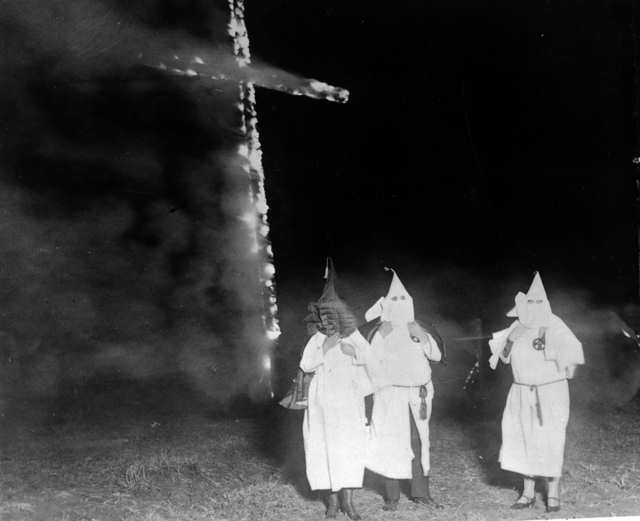
Fundado por antiguos soldados confederados tras la Guerra Civil (1861-1865), el Ku Klux Klan (KKK) utilizó la violencia y la intimidación para impedir que los negros votaran, ocuparan cargos políticos y asistieran a la escuela.

Tras el final de la Reconstrucción y la retirada de las tropas federales, que siguió al Compromiso de 1877, los gobiernos demócratas del Sur instituyeron leyes estatales para separar a los grupos raciales negros y blancos, sometiendo a los afroamericanos a una ciudadanía de segunda clase de facto e imponiendo la supremacía blanca. En conjunto, estas leyes estatales se denominaron sistema Jim Crow, por el nombre de un personaje negro estereotipado de los espectáculos de juglares de la década de 1830. A veces, como en la Constitución de Florida de 1885, la segregación estaba impuesta por las constituciones estatales.
La segregación racial se convirtió en ley en la mayor parte del Sur de Estados Unidos hasta el Movimiento por los Derechos Civiles de la década de 1960. Estas leyes, conocidas como leyes Jim Crow, forzaban la segregación de instalaciones y servicios, prohibían los matrimonios mixtos y negaban el sufragio. Entre sus repercusiones se incluyen:
- La segregación de instalaciones incluía escuelas, hoteles, bares, hospitales, aseos, parques, incluso cabinas telefónicas, y secciones separadas en bibliotecas, cines y restaurantes, estos últimos a menudo con taquillas y mostradores separados.[81][82]
- Tras la Reconstrucción, muchos estados del sur aprobaron leyes Jim Crow y siguieron la doctrina de "separados pero iguales" creada durante el caso Plessy contra Ferguson. En la mayor parte del sur existían bibliotecas segregadas bajo este sistema. La biblioteca Carnegie de East Henry Street en Savannah, Georgia, construida por afroamericanos durante la época de segregación en 1914 con ayuda de la fundación Carnegie, es un ejemplo. Cientos de bibliotecas segregadas existían en todo Estados Unidos antes de la Ley de Derechos Civiles de 1964. Estas bibliotecas solían estar infradotadas, mal abastecidas y con menos servicios que sus homólogas blancas. Sólo durante el histórico caso Brown contra el Consejo de Educación se reconoció que lo separado nunca era igual y que los afroamericanos no se segregaban por elección propia.[83]
- Durante el movimiento por los derechos civiles, activistas orquestaron varias manifestaciones y sentadas, entre ellas la de nueve estudiantes del Tougaloo College que fueron detenidas cuando solicitaron un servicio en la Biblioteca Pública de Jackson, en Misisipi, que era exclusivamente para blancos.Otro ejemplo fue el de St. Helena Four, en el que cuatro adolescentes de la localidad realizaron varios intentos de utilizar la Biblioteca Regional de Auburn, situada en Greensburg (Luisiana).[84]Normalmente se recurría a la policía para detener a estos activistas de los derechos civiles, lo que solía dar lugar a algún tipo de intimidación o encarcelamiento. Las bibliotecas de varios estados continuaron con sus prácticas de segregación incluso después de que la doctrina de "separados pero iguales" fuera anulada por la Ley de Derechos Civiles. En 1964, E. J. Josey, el primer miembro afroamericano de la ALA, presentó una resolución que impedía a los directivos y miembros del personal de la ALA asistir a las reuniones de las secciones estatales segregadas.[85]Los estados segregados a los que se dirigía esta resolución eran Georgia, Misisipi, Alabama y Luisiana. Esta resolución llevó a la integración de las bibliotecas de estos estados en pocos años.
- Las leyes prohibían la presencia de negros en determinados lugares. Por ejemplo, en 1939 no se permitía la presencia de negros en las calles de Palm Beach (Florida) después del anochecer, a menos que lo exigiera su empleo.[85]
- Las leyes estatales que prohibían el matrimonio interracial ("mestizaje") se habían aplicado en todo el Sur y en muchos estados del Norte desde la época colonial. Durante la Reconstrucción, dichas leyes fueron derogadas en Arkansas, Luisiana, Misisipi, Florida, Texas y Carolina del Sur. En todos estos estados se restablecieron dichas leyes tras la llegada al poder de los "redentores" demócratas. El Tribunal Supremo declaró constitucionales dichas leyes en 1883. Este veredicto sólo fue anulado en 1967 por el caso Loving contra Virginia.[86]
- El derecho de voto de los negros fue sistemáticamente restringido o denegado mediante leyes de sufragio, como la introducción de impuestos de capitación y pruebas de alfabetización. Las lagunas jurídicas, como la cláusula del abuelo y la cláusula de comprensión, protegían el derecho de voto de los blancos que no podían pagar el impuesto o aprobar el examen de alfabetización. (Véase la defensa abierta de esta práctica por parte del senador Benjamin Tillman.) Sólo los blancos podían votar en las elecciones primarias del Partido Demócrata.[86]En los casos en que los negros conseguían votar en masa, sus votos eran anulados por la manipulación sistemática de los límites electorales.

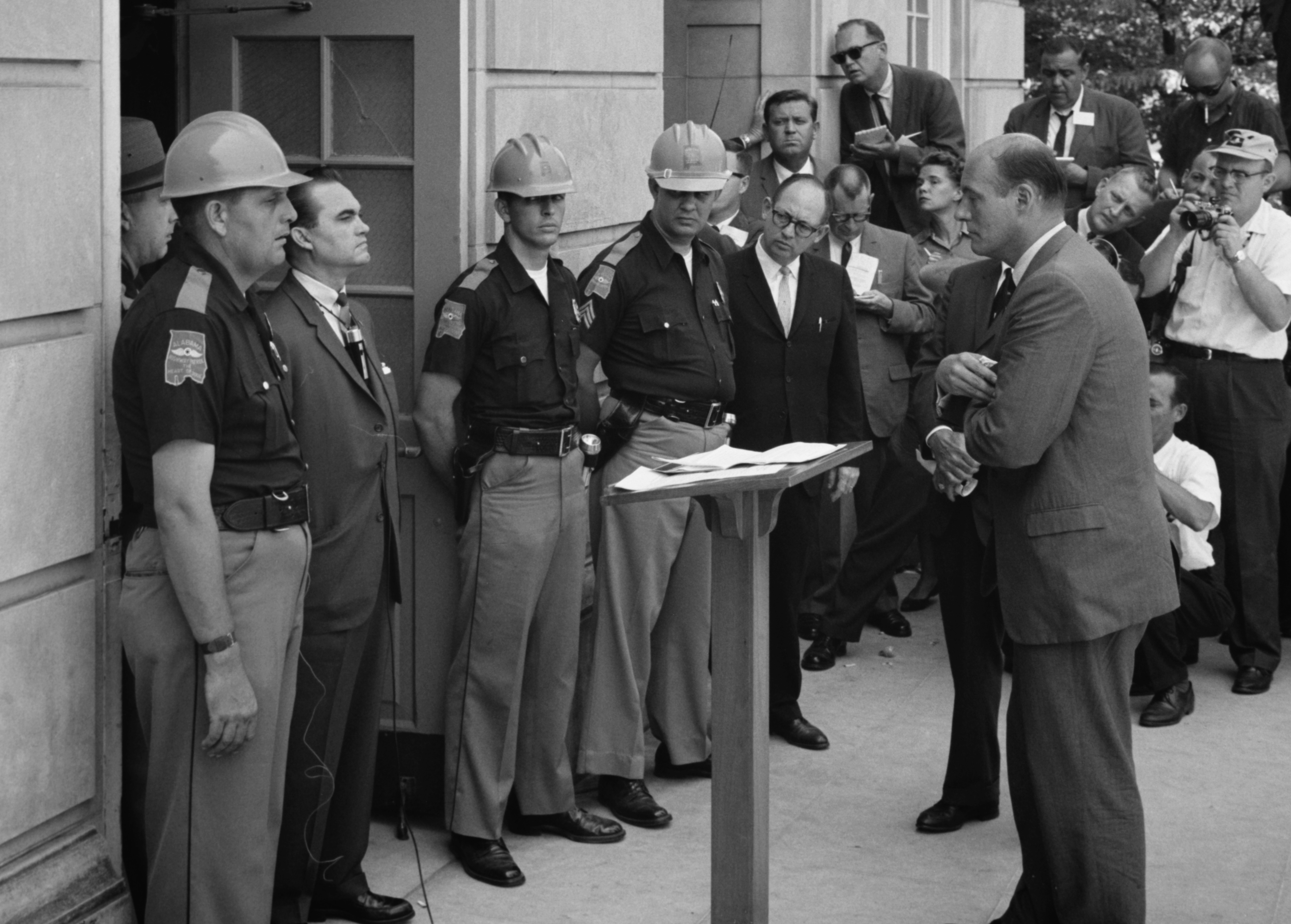
Parada en la puerta de la escuela: El gobernador George Wallace intenta bloquear la matriculación de estudiantes negros en la Universidad de Alabama.

- Parada en la puerta de la escuela: El gobernador George Wallace intenta bloquear la matriculación de estudiantes negros en la Universidad de Alabama.En teoría, las instalaciones segregadas disponibles para los negros eran de la misma calidad que las disponibles para los blancos, según la doctrina de separados pero iguales. En la práctica, rara vez era así. Por ejemplo, en el condado de Martin (Florida), los alumnos de la Escuela de Formación de Stuart "leían libros de segunda mano... que desechaban sus compañeros blancos de la Escuela Secundaria de Stuart. También vestían uniformes de baloncesto y fútbol de segunda mano..... Los alumnos y sus padres construyeron la cancha de baloncesto y las aceras de la escuela sin ayuda del consejo escolar. Incluso instalamos el cableado para las luces a lo largo de la acera, pero el consejo escolar nunca conectó la electricidad".[87]

### En el Norte
En el Norte se impuso la segregación formal. Algunos barrios estaban restringidos a los negros y los sindicatos les negaban oportunidades laborales, por ejemplo, en los oficios cualificados de la construcción. Los negros que se trasladaron al Norte en la Gran Migración tras la Primera Guerra Mundial a veces podían vivir sin el mismo grado de opresión experimentado en el Sur, pero el racismo y la discriminación seguían existiendo de muchas maneras, como la discriminación en la vivienda.
A pesar de las acciones de los abolicionistas, la vida de los negros libres distaba mucho de ser idílica, debido al racismo del Norte. La mayoría de los negros libres vivían en enclaves raciales en las principales ciudades del Norte: Nueva York, Boston, Filadelfia y Cincinnati. Allí, las malas condiciones de vida provocaban enfermedades y muerte. En un estudio realizado en Filadelfia en 1846, prácticamente todos los bebés negros pobres morían poco después de nacer. Incluso a los negros ricos se les prohibía vivir en los barrios blancos por temor a la pérdida de valor de sus propiedades.

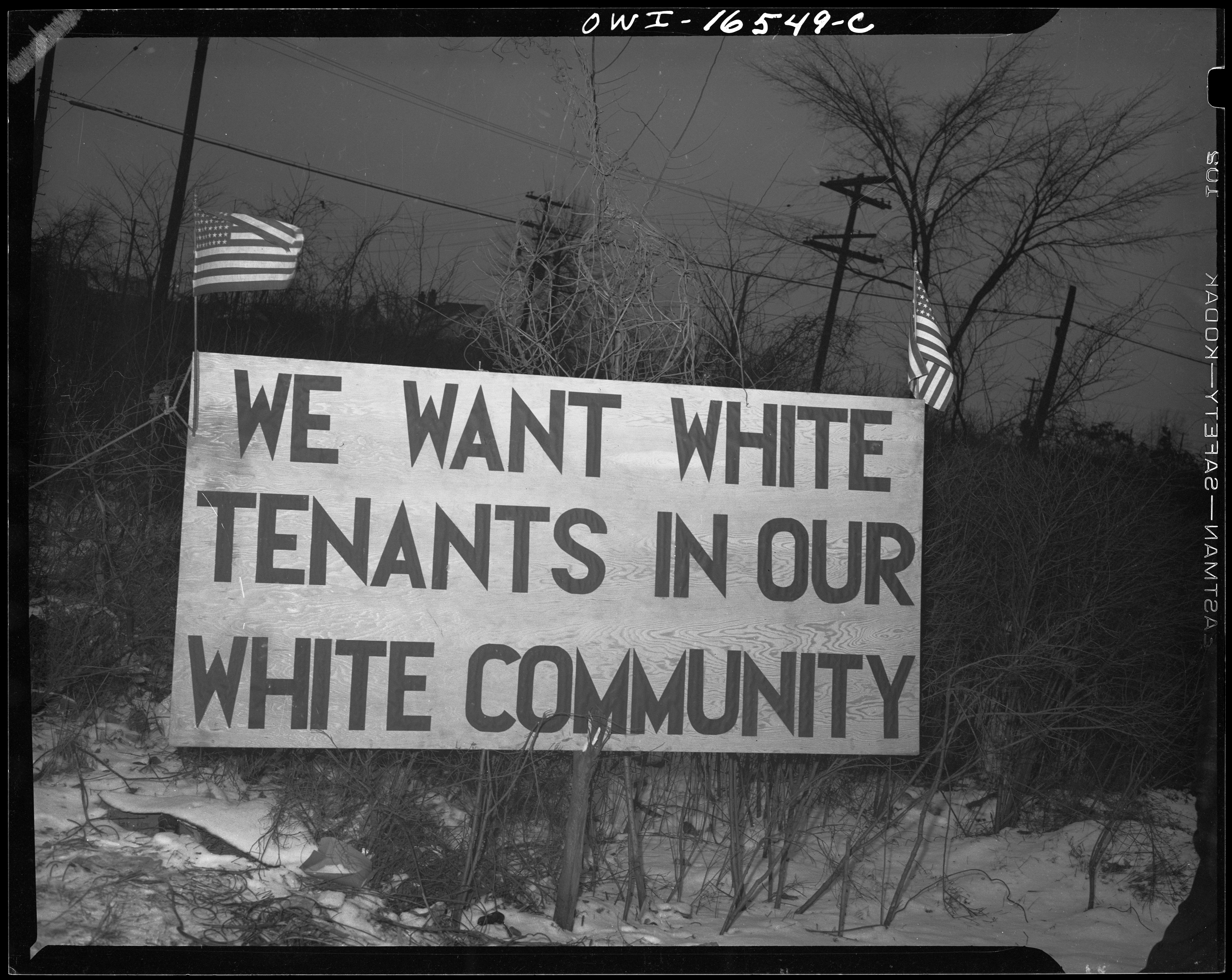
Los inquilinos blancos que querían impedir que los negros se mudaran al proyecto de viviendas Sojourner Truth erigieron este cartel. Detroit, 1942.

La rápida afluencia de negros durante la Gran Migración alteró el equilibrio racial en las ciudades del Norte y del Oeste, exacerbando la hostilidad entre blancos y negros en ambas regiones. Las restricciones de escrituras y los pactos restrictivos se convirtieron en un importante instrumento para imponer la segregación racial en la mayoría de las ciudades, y se generalizaron en la década de 1920. Muchos promotores inmobiliarios emplearon estos pactos para "proteger" subdivisiones enteras, con la intención principal de mantener "blancos" los barrios "blancos". El noventa por ciento de los proyectos de viviendas construidos en los años posteriores a la Segunda Guerra Mundial estaban restringidos racialmente por este tipo de pactos. Entre las ciudades conocidas por el uso generalizado de pactos raciales se incluyen Chicago, Baltimore, Detroit, Milwaukee,Los Ángeles, Seattle y San Luis.
Dichos locales no podrán ser alquilados, arrendados, cedidos u ocupados por personas que no sean de raza blanca o caucásica.
- Pacto racial para una vivienda en Beverly Hills, California.
Por ejemplo, Cicero, Illinois, un antiguo pueblo del norte adyacente a Chicago, se hizo famoso cuando el defensor de los derechos civiles, el reverendo Martin Luther King Jr., encabezó una marcha en defensa de la vivienda abierta (sin prejuicios raciales) en 1966.
Los negros del norte se veían obligados a vivir en una democracia de blancos y, aunque no eran legalmente esclavos, estaban sujetos a la definición de su raza. En sus comunidades totalmente negras, siguieron construyendo sus propias iglesias y escuelas y desarrollando comités de vigilancia para proteger a los miembros de la comunidad negra de la hostilidad y la violencia.

Cartel colocado sobre un bar en el que se lee "No se vende cerveza a los indios" (nativos americanos). Birney, Montana, 1941.

Dentro del empleo, las oportunidades económicas para los negros estaban encauzadas hacia el estatus más bajo y restringían la movilidad potencial. En 1900, el reverendo Matthew Anderson, hablando en la Conferencia Anual de Negros de Hampton en Virginia, dijo que "...las líneas a lo largo de la mayoría de las vías de ganancia salarial están más rígidamente trazadas en el Norte que en el Sur. Parece haber un esfuerzo aparente en todo el Norte, especialmente en las ciudades, para excluir al trabajador de color de todas las vías de trabajo mejor remunerado, lo que hace más difícil mejorar su condición económica incluso que en el Sur" En la década de 1930, la discriminación laboral terminó para muchos afroamericanos en el Norte, después de que el Congreso de Organizaciones Industriales, uno de los principales sindicatos de Estados Unidos en ese momento, acordara integrar el sindicato.
La segregación escolar en el Norte también era un problema importante. En Illinois, Ohio, Pensilvania y Nueva Jersey, las ciudades del sur de esos estados aplicaban la segregación escolar, a pesar de que estaba prohibida por las leyes estatales. Indiana también exigía la segregación escolar por ley estatal.Durante la década de 1940, las demandas de la NAACP acabaron rápidamente con la segregación de las zonas del sur de Illinois, Ohio, Pensilvania y Nueva Jersey. En 1949, Indiana también derogó oficialmente su ley de segregación escolar. La forma más común de segregación en los estados del norte procedía de las leyes contra el mestizaje.
El estado de Oregón fue más lejos que cualquiera de los estados del sur, excluyendo específicamente a los negros de la entrada en el estado o de la posesión de propiedades en el mismo. La integración escolar no se produjo hasta mediados de la década de 1970. En 2017, la población de Oregón era aproximadamente un 2 % negra.

### En Alaska

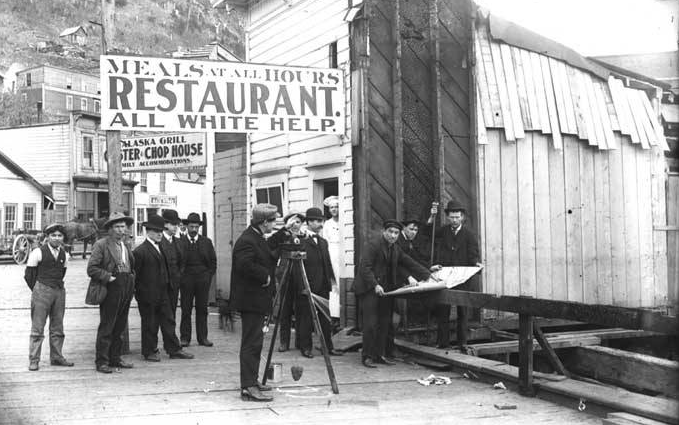
Discriminación en un restaurante de Juneau, Alaska, en 1908: "Sólo ayuda blanca".

La segregación racial en Alaska estaba dirigida principalmente a los nativos de Alaska. En 1905, la Ley Nelson especificaba un sistema educativo para blancos y otro para indígenas de Alaska. También se segregaban las zonas públicas, como parques infantiles, piscinas y teatros. Grupos como la Hermandad de Nativos de Alaska (ANB) boicotearon los lugares que apoyaban la segregación. En 1941, Elizabeth Peratrovich (tlingit) y su marido argumentaron ante el gobernador de Alaska, Ernest Gruening, que la segregación era "muy antiamericana". Gruening apoyó las leyes antidiscriminatorias y presionó para que se aprobaran. En 1944, Alberta Schenck (inupiaq) organizó una sentada en la sección sólo para blancos de un teatro de Nome. En 1945, se aprobó en Alaska la primera ley antidiscriminatoria de Estados Unidos, la Ley de Igualdad de Derechos de Alaska, que ilegalizaba la segregación y prohibía los carteles discriminatorios por motivos de raza.

### Deportes
La segregación en el deporte en Estados Unidos también fue un problema nacional importante.En 1900, sólo cuatro años después de la sentencia constitucional del Tribunal Supremo de EE. UU. sobre "separados pero iguales", se impuso la segregación en las carreras de caballos, un deporte en el que anteriormente muchos jinetes afroamericanos habían ganado la Triple Corona y otras carreras importantes.También existía una segregación generalizada en las carreras de bicicletas y automóviles.En 1890, la segregación disminuyó para los atletas afroamericanos de atletismo después de que varias universidades y colegios de los estados del norte acordaran integrar sus equipos de atletismo. Al igual que el atletismo, el fútbol fue otro deporte que experimentó un bajo grado de segregación en los primeros días de la segregación. Muchos colegios y universidades de los estados del norte permitieron a los afroamericanos jugar en sus equipos de fútbol.
En 1908, Jack Johnson se convirtió en el primer afroamericano en ganar el título mundial de los pesos pesados. La vida personal de Johnson (es decir, sus relaciones públicamente reconocidas con mujeres blancas) le hizo muy impopular entre muchos caucásicos de todo el mundo. En 1937, cuando Joe Louis derrotó al boxeador alemán Max Schmeling, el público estadounidense en general aceptó a un afroamericano como campeón mundial de los pesos pesados.
En 1904, Charles Follis se convirtió en el primer afroamericano en jugar en un equipo de fútbol profesional, los Shelby Blues, y las ligas de fútbol profesional acordaron permitir la integración sólo de un número limitado de equipos.En 1933, la NFL, la única gran liga de fútbol americano de Estados Unidos, revirtió su política de integración limitada y segregó por completo toda la liga. La barrera del color de la NFL se rompió definitivamente en 1946, cuando Los Angeles Rams ficharon a Kenny Washington y Woody Strode y los Cleveland Browns contrataron a Marion Motley y Bill Willis.

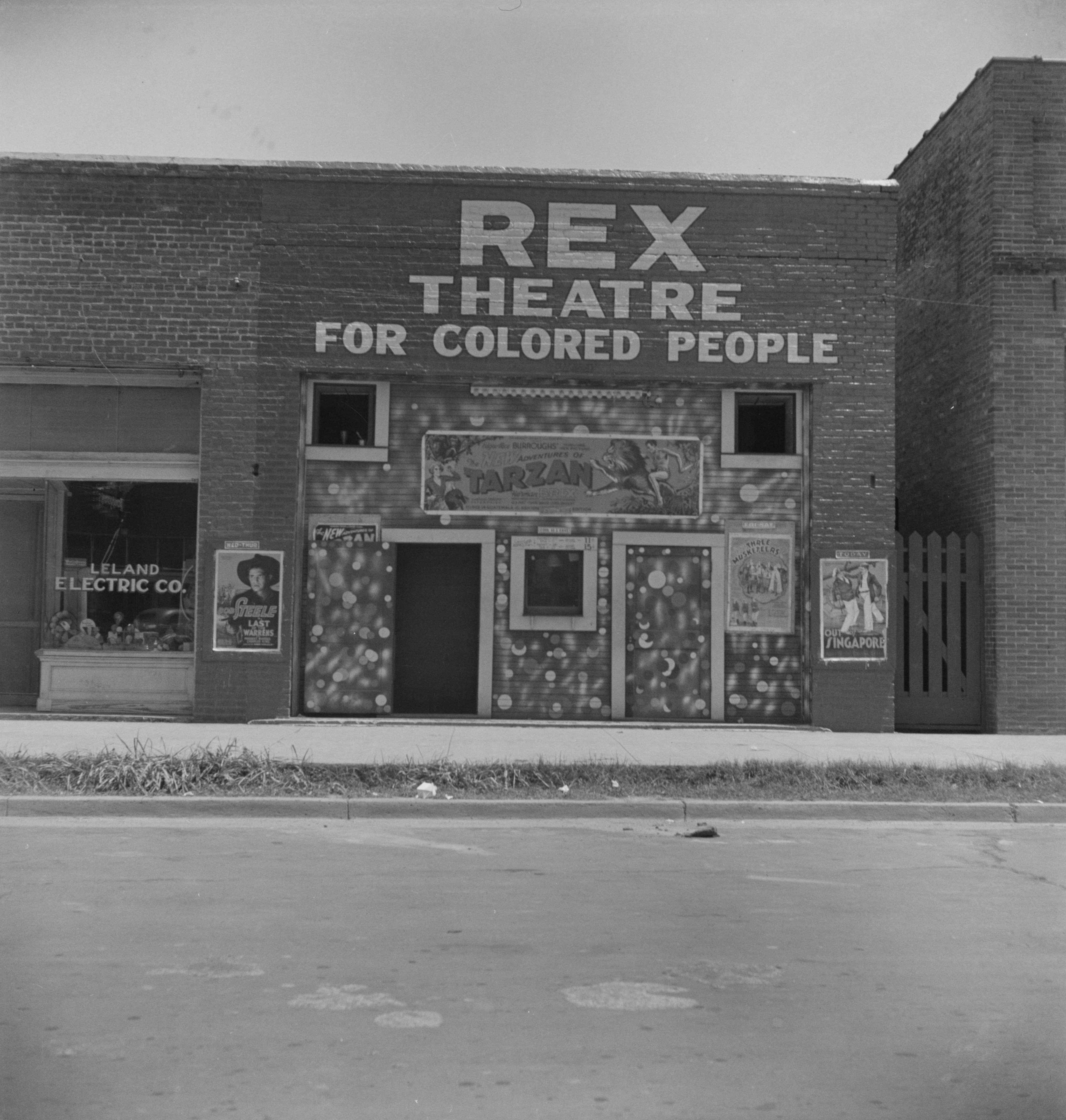
El teatro Rex para gente de color, Leland, Misisipi, 1937

Antes de la década de 1930, el baloncesto también sufría una gran discriminación. Los negros y los blancos jugaban sobre todo en ligas diferentes y, por lo general, se les prohibía jugar en partidos interraciales.La popularidad de los Harlem Globetrotters afroamericanos alteró la aceptación del público estadounidense de los afroamericanos en el baloncesto.A finales de la década de 1930, muchos colegios y universidades del norte permitían a los afroamericanos jugar en sus equipos. En 1942, se eliminó la barrera del color en el baloncesto después de que Bill Jones y otros tres jugadores de baloncesto afroamericanos se unieran a la franquicia de la NBL Toledo Jim White Chevrolet y cinco Harlem Globetrotters se unieran a los Chicago Studebakers.
En 1947, se rompió la barrera del color en el béisbol cuando Jackie Robinson, jugador de la liga negra, se unió a los Brooklyn Dodgers y tuvo una gran temporada, lo que abrió las puertas a muchos jugadores de béisbol afroamericanos.
A finales de 1949, sólo quince estados no tenían leyes de segregación en vigory sólo dieciocho estados habían prohibido la segregación en los alojamientos públicos. De los estados restantes, veinte aún permitían la segregación en las escuelas, catorce aún permitían la segregación en el transporte público y treinta aún aplicaban leyes que prohibían el mestizaje.
La División I de la NCAA cuenta con dos conferencias atléticas históricamente negras: Mid-Eastern Athletic Conference (fundada en 1970) y Southwestern Athletic Conference (fundada en 1920). La Central Intercollegiate Athletic Association (fundada en 1912) y la Southern Intercollegiate Athletic Conference (fundada en 1913) forman parte de la División II de la NCAA, mientras que la Gulf Coast Athletic Conference (fundada en 1981) pertenece a la División I de la National Association of Intercollegiate Athletics.
En 1948, la Asociación Nacional de Baloncesto Interuniversitario se convirtió en la primera organización nacional en abrir su postemporada interuniversitaria a los estudiantes-atletas negros. En 1953, se convirtió en la primera asociación colegial en invitar a colegios y universidades históricamente negros a formar parte de ella.
El golf estuvo segregado racialmente hasta 1961. La Asociación de Golfistas Profesionales de América (PGA) tenía un artículo en sus estatutos que establecía que era "para miembros de raza caucásica" Una vez levantadas las restricciones de color, el United Golf Association Tour (UGA), formado por jugadores negros, cesó sus operaciones.
Las piscinas públicas resultaron ser lugares especialmente conflictivos para la segregación, donde "las cuestiones de higiene, clase y género se unieron para crear un entorno en el que la segregación era especialmente pronunciada" A medida que se intensificaban los esfuerzos para eliminar la segregación en las piscinas desde la década de 1940 hasta finales de la década de 1960, muchos municipios decidieron cerrar sus instalaciones temporal o permanentemente en un esfuerzo por evitar el funcionamiento de instalaciones integradas.Uno de los efectos de esta situación es la clara división entre la capacidad de nadar de las personas de color y la de sus homólogos blancos, que tenían mayor acceso a las instalaciones de natación y a los programas que ofrecían. Este acceso desigual a las instalaciones de natación también contribuyó al desarrollo de un estereotipo racial que sugiere que las personas de color no pueden nadar por razones físicas.

## En la actualidad
La segregación entre blancos y negros disminuye constantemente en la mayoría de las áreas metropolitanas y ciudades, aunque existen
diferencias geográficas. En 2000, por ejemplo, la Oficina del Censo de EE. UU. descubrió que la segregación residencial ha disminuido por término medio desde 1980 en el Oeste y el Sur, pero no tanto en el Noreste y el Medio Oeste. De hecho, las diez ciudades más segregadas se encuentran en el Cinturón del Óxido, donde la población total ha disminuido en las últimas décadas: 64, 72 A pesar de estas pautas generalizadas, los cambios en zonas concretas son a veces pequeños.Treinta años después de la era de los derechos civiles, Estados Unidos seguía siendo una sociedad residencialmente segregada en la que negros y blancos seguían habitando a menudo en barrios muy diferentes.Un artículo del periódico The Guardian citaba un estudio de la Universidad de California en Berkeley según el cual "más del 80% de las grandes áreas metropolitanas de Estados Unidos estaban más segregadas racialmente en 2019 que en 1990"El estudio dirigido por Stephen Menendian descubrió que la segregación racial actual se da en una serie de parámetros que incluyen la vivienda y el valor de la propiedad, las escuelas y la sanidad.
Redlining es la práctica de denegar o aumentar el coste de servicios como la banca, los seguros, el acceso al empleo[1], el acceso a la atención sanitaria o incluso a los supermercadosa los residentes en determinadas zonas, a menudo determinadas racialmente. La forma más devastadora de redlining, y el uso más común del término, se refiere a la discriminación hipotecaria.Los datos sobre el precio de la vivienda y las actitudes hacia la integración sugieren que, a mediados del siglo XX, la segregación era producto de las acciones colectivas emprendidas por los blancos para excluir a los negros de sus barrios.
La creación de autopistas en algunos casos dividió y aisló a los barrios negros de bienes y servicios, muchas veces dentro de corredores industriales. Por ejemplo, el sistema de autopistas interestatales de Birmingham intentó mantener los límites raciales que había establecido la ley de zonificación racial de la ciudad de 1926. La construcción de autopistas interestatales a través de barrios negros de la ciudad provocó una importante pérdida de población en esos barrios y se asocia con un aumento de la segregación racial en los barrios.
El deseo de algunos blancos de evitar que sus hijos asistan a escuelas integradas ha sido uno de los factores de la huida de los blancos a los suburbios y de la fundación de numerosas academias de segregación y escuelas privadas a las que la mayoría de los alumnos afroamericanos, aunque técnicamente pueden asistir, no pueden permitirse. Estudios recientes realizados en San Francisco demostraron que los grupos de propietarios de viviendas tendían a autosegregarse para estar con personas del mismo nivel educativo y raza.En 1990, las barreras legales que imponían la segregación habían sido sustituidas en su mayor parte por factores indirectos, como el fenómeno de que los blancos pagan más que los negros por vivir en zonas predominantemente blancas. La segregación residencial y social de los blancos con respecto a los negros en Estados Unidos crea un proceso de socialización que limita las posibilidades de los blancos de entablar relaciones significativas con los negros y otras minorías. La segregación que sufren los blancos respecto a los negros fomenta estilos de vida segregados y les lleva a desarrollar opiniones positivas sobre sí mismos y negativas sobre los negros.
La segregación afecta a personas de todas las clases sociales. Por ejemplo, una encuesta realizada en 2000 reveló que los negros de clase media de los suburbios viven en barrios con muchos más blancos que los negros pobres del centro de la ciudad. Pero sus barrios no son iguales a los de los blancos que tienen las mismas características socioeconómicas; y, en particular, los negros de clase media tienden a vivir con vecinos blancos menos acomodados que ellos. Aunque, en un sentido significativo, están menos segregados que los negros pobres, la raza sigue determinando poderosamente sus opciones residenciales.
El número de centros urbanos hipersegregados está empezando a disminuir. Al revisar los datos del censo, Rima Wilkes y John Iceland descubrieron que nueve áreas metropolitanas que habían estado hipersegregadas en 1990 ya no lo estaban en 2000. Sólo dos nuevas ciudades, Atlanta y Mobile, Alabama, pasaron a estar hipersegregadas en el mismo periodo de tiempo, lo que apunta a una tendencia de mayor integración en la mayor parte de Estados Unidos.

### Residencial

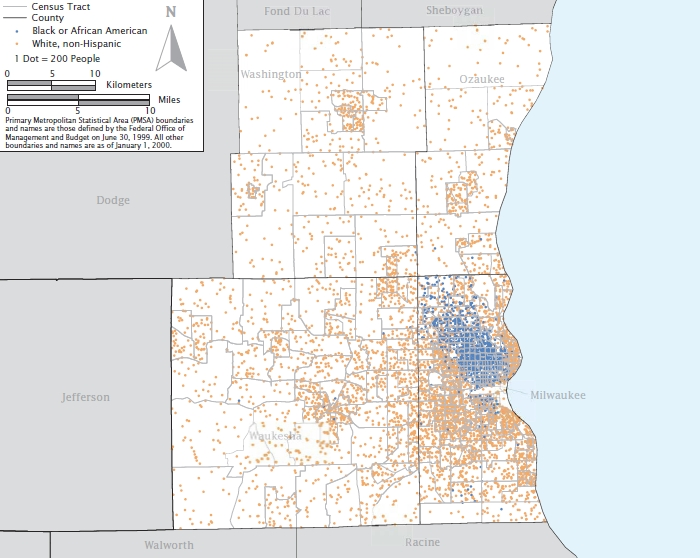
Segregación residencial en Milwaukee, la ciudad más segregada de Estados Unidos según el censo de 2000. El grupo de puntos azules representa a los residentes negros.

La segregación racial es más pronunciada en la vivienda. Aunque en Estados Unidos personas de distintas razas pueden trabajar juntas, sigue siendo muy improbable que vivan en barrios integrados. Este patrón sólo difiere en grado en las distintas áreas metropolitanas.
La segregación residencial persiste por diversas razones. Los barrios segregados pueden verse reforzados por la práctica del "direccionamiento" por parte de los agentes inmobiliarios. Esto ocurre cuando un agente inmobiliario hace suposiciones sobre dónde le gustaría vivir a su cliente basándose en el color de su piel. La discriminación en la vivienda puede producirse cuando los propietarios mienten sobre la disponibilidad de una vivienda basándose en la raza del solicitante o dan diferentes condiciones a la vivienda basándose en la raza; por ejemplo, exigiendo que las familias negras paguen un depósito de seguridad más alto que las familias blancas.
Redlining ha contribuido a preservar los modelos de vida segregados para blancos y negros en Estados Unidos porque la discriminación motivada por prejuicios suele depender de la composición racial de los barrios donde se solicita el préstamo y de la raza del solicitante. Se ha demostrado que, en 1998, las entidades de crédito trataban de forma diferente a los solicitantes de hipotecas negros cuando compraban viviendas en barrios blancos que cuando lo hacían en barrios negros.
Estas prácticas discriminatorias son ilegales. La Ley de Vivienda Justa de 1968 prohíbe la discriminación en materia de vivienda por motivos de raza, color, nacionalidad, religión, sexo, situación familiar o discapacidad. La Oficina de Vivienda Justa e Igualdad de Oportunidades se encarga de administrar y hacer cumplir las leyes de vivienda justa. Cualquier persona que considere que ha sufrido discriminación en materia de vivienda por motivos de raza puede presentar una denuncia por vivienda justa.
Los hogares se veían frenados o limitados en cuanto al dinero que podían ganar. La desigualdad estaba presente en la mano de obra, lo que se trasladaba a las zonas residenciales. Este estudio proporciona esta estadística de "Los ingresos familiares medios de los afroamericanos eran el 62% de los de los blancos no hispanos (27.910 $ frente a 44.504 $)"Los negros se veían obligados por el sistema a vivir en zonas urbanas y pobres mientras que los blancos vivían juntos, pudiendo permitirse las casas más caras. Estas medidas forzosas fomentaron el aumento de los niveles de pobreza y menospreciaron a los negros.
Massey y Denton propusieron que la causa fundamental de la pobreza entre los afroamericanos es la segregación. Esta segregación ha creado los guetos urbanos negros del centro de la ciudad que crean trampas de pobreza e impiden que los negros puedan escapar de la clase marginada. A veces se afirma que estos barrios han institucionalizado una cultura negra del centro de la ciudad que se estigmatiza negativamente y falsea la situación económica de la comunidad negra. El sociolingüista William Labov,sostiene que la segregación persistente favorece el uso del inglés afroamericano (AAE) y pone en peligro a sus hablantes. Aunque el AAE está estigmatizado, los sociolingüistas que lo estudian señalan que es un dialecto legítimo del inglés tan sistemático como cualquier otro. Arthur Spears sostiene que no existe una desventaja educativa inherente al hecho de hablar AAE y que existe en formas vernáculas y más estándar.
Históricamente, la segregación residencial dividía a las comunidades entre el centro urbano negro y los suburbios blancos. Este fenómeno se debe a la huida de los blancos, que abandonan activamente los barrios a menudo por la presencia de negros. Esto no sólo tiene consecuencias geográficas: cuando el dinero se va y la pobreza aumenta, los índices de delincuencia se disparan y las empresas se marchan y siguen al dinero. Esto crea una escasez de empleo en los barrios segregados y perpetúa la desigualdad económica en el centro de la ciudad. Al desaparecer la riqueza y las empresas de los centros urbanos, disminuye la base impositiva, lo que perjudica la financiación de la educación. En consecuencia, los que pueden permitirse abandonar la zona en busca de mejores escuelas se marchan, lo que reduce aún más la base impositiva para la financiación de la educación. Las empresas que quedan o que se plantearían abrir no quieren invertir en un lugar en el que nadie tiene dinero pero sí mucha delincuencia, lo que significa que lo único que queda en estas comunidades son negros pobres con pocas oportunidades de empleo o educación".
En la actualidad, muchos blancos están dispuestos a pagar un precio más alto por vivir en un barrio predominantemente blanco. Al subir el precio de la vivienda, muchos barrios blancos vuelven a excluir a los negros, porque éstos no quieren o no pueden pagar la prima para entrar en los barrios blancos. Aunque algunos estudiosos sostienen que la segregación residencial ha continuado -algunos sociólogos la han denominado "hipersegregación" o "apartheid americano"-, la Oficina del Censo de EE. UU. ha demostrado que la segregación residencial ha disminuido en general desde 1980[116]: 59-60, 68, 72 Según un estudio de 2012, «los mercados de crédito permitieron que una fracción sustancial de familias hispanas viviera en barrios con menos familias negras, a pesar de que una fracción sustancial de familias negras se trasladaba a zonas más integradas racialmente. El efecto neto es que los mercados de crédito aumentaron la segregación racial".
En 2015, la segregación residencial había adoptado nuevas formas en Estados Unidos, con suburbios de minorías mayoritariamente negras, como Ferguson (Misuri), suplantando el modelo histórico de suburbios blancos en centros urbanos negros.Mientras tanto, en lugares como Washington D. C., la gentrificación había dado lugar al desarrollo de nuevos barrios blancos en centros urbanos históricamente negros.La segregación se produce por el sobreprecio que los blancos pagan por las viviendas de los barrios blancos y por la exclusión de las viviendas de renta baja, más que por normas que impongan la segregación.La segregación negra es más pronunciada, la hispana menos y la asiática menos.

### Comercial e industrial
Lila Ammons analiza el proceso de creación de bancos propiedad de negros durante los años 1880-1990, como método para hacer frente a las prácticas discriminatorias de las instituciones financieras contra los ciudadanos afroamericanos de Estados Unidos. Dentro de este periodo, describe cinco periodos distintos que ilustran el proceso de desarrollo de la creación de estos bancos, que fueron:
1888-1928
En 1851 tuvo lugar una de las primeras reuniones para iniciar el proceso de creación de bancos propiedad de negros, aunque las ideas y su puesta en práctica no se utilizaron hasta 1888. Durante este periodo, se crearon aproximadamente 60 bancos propiedad de negros, que dieron a los negros la posibilidad de acceder a préstamos y otras necesidades bancarias, que los bancos no minoritarios no ofrecían a los afroamericanos.
1929-1953
Sólo se abrieron cinco bancos durante esta época, mientras que se cerraban muchos bancos propiedad de negros, lo que dejaba a estos bancos con una esperanza de vida de nueve años para sus operaciones. Con los negros que seguían emigrando hacia las zonas urbanas del norte, se enfrentaban a altas tasas de desempleo, debido a que los blancos ocupaban sus puestos de trabajo.En esta época, todo el sector bancario de EE. UU. estaba estancado, y estos bancos más pequeños aún por tener mayores tasas de cierre y menores tasas de devolución de préstamos. Los primeros grupos de bancos reinvertían sus beneficios en la comunidad negra, mientras que los bancos establecidos durante este periodo invertían sus finanzas principalmente en préstamos hipotecarios, sociedades fraternales y bonos del gobierno estadounidense.
1954-1969
Durante este periodo se crearon unos 20 bancos más, y los afroamericanos se convirtieron en ciudadanos activos al participar en varios movimientos sociales centrados en la igualdad económica, la mejora de la vivienda, la mejora del empleo y la desegregación de la sociedad. Gracias a la desegregación, estos bancos ya no podían depender únicamente de la comunidad negra para hacer negocios y se vieron obligados a establecerse en el mercado abierto, pagando a sus empleados salarios competitivos, y ahora debían satisfacer las necesidades de toda la sociedad en lugar de sólo las de la comunidad negra.
1970-1979
Se produce la desindustrialización urbana, lo que hace que el número de bancos propiedad de negros aumente considerablemente, estableciéndose 35.Aunque este cambio en la economía permite que se abran más bancos, este periodo empobrece aún más a las comunidades afroamericanas, ya que las tasas de desempleo aumentan más con el cambio en el mercado laboral, de la mano de obra no cualificada a los empleos públicos.
1980-1990s
Durante esta época se crearon aproximadamente 20 bancos, que competían con otras instituciones financieras que atendían las necesidades financieras de la gente a un coste menor.
2000s
Dan Immergluck escribe que en 2003 las pequeñas empresas de los barrios negros seguían recibiendo menos préstamos, incluso después de tener en cuenta la densidad empresarial, el tamaño de las empresas, la mezcla industrial, los ingresos del barrio y la calidad crediticia de las empresas locales.Gregory D. Squires escribió en 2003 que está claro que la raza ha afectado y sigue afectando desde hace tiempo a las políticas y prácticas del sector de los seguros.Los trabajadores que viven en los centros urbanos estadounidenses tienen más dificultades para encontrar trabajo que los trabajadores de las afueras, un factor que afecta de forma desproporcionada a los trabajadores negros.
El libro de Rich Benjamin, Searching for Whitopia: An Improbable Journey to the Heart of White America, revela el estado de la segregación residencial, educativa y social. Al analizar la segregación racial y de clase, el libro documenta la migración de los estadounidenses blancos de los centros urbanos a las comunidades rurales, exurbanas y de pueblos pequeños. A lo largo del siglo XX, la discriminación racial fue deliberada e intencionada. Hoy en día, la segregación y la división racial son el resultado de políticas e instituciones que ya no están explícitamente diseñadas para discriminar. Sin embargo, los resultados de esas políticas y creencias tienen repercusiones raciales negativas, concretamente con la segregación.

### Transporte
Las compañías locales de autobuses practicaban la segregación en los autobuses urbanos. Esto fue desafiado en Montgomery, Alabama, por Rosa Parks, que se negó a ceder su asiento a un pasajero blanco, y por el reverendo Martin Luther King Jr., que organizó el boicot a los autobuses de Montgomery (1955-1956). Una demanda ante un tribunal federal de Alabama, Browder contra Gayle (1956), tuvo éxito en el tribunal de distrito, que declaró ilegales las leyes de segregación en los autobuses de Alabama. La sentencia fue confirmada por el Tribunal Supremo.
En 1961, el director del Congreso por la Igualdad Racial, James Farmer, otros miembros del CORE y algunos miembros del Comité Coordinador Estudiantil No Violento viajaron como grupo mestizo, los Freedom Riders, en autobuses Greyhound desde Washington D. C., en dirección a Nueva Orleans. En varios estados los viajeros fueron objeto de violencia. En Anniston, Alabama, el Ku Klux Klan atacó los autobuses e incendió uno de ellos. Después de que el fiscal general de EE. UU., Robert F. Kennedy, se resistiera a tomar medidas e instara a los viajeros a moderarse, Kennedy cedió. Instó a la Comisión de Comercio Interestatal a emitir una orden que ordenara la eliminación de la segregación en autobuses, trenes y sus instalaciones intermedias, como estaciones, baños y fuentes de agua.

## Efectos

### Educación

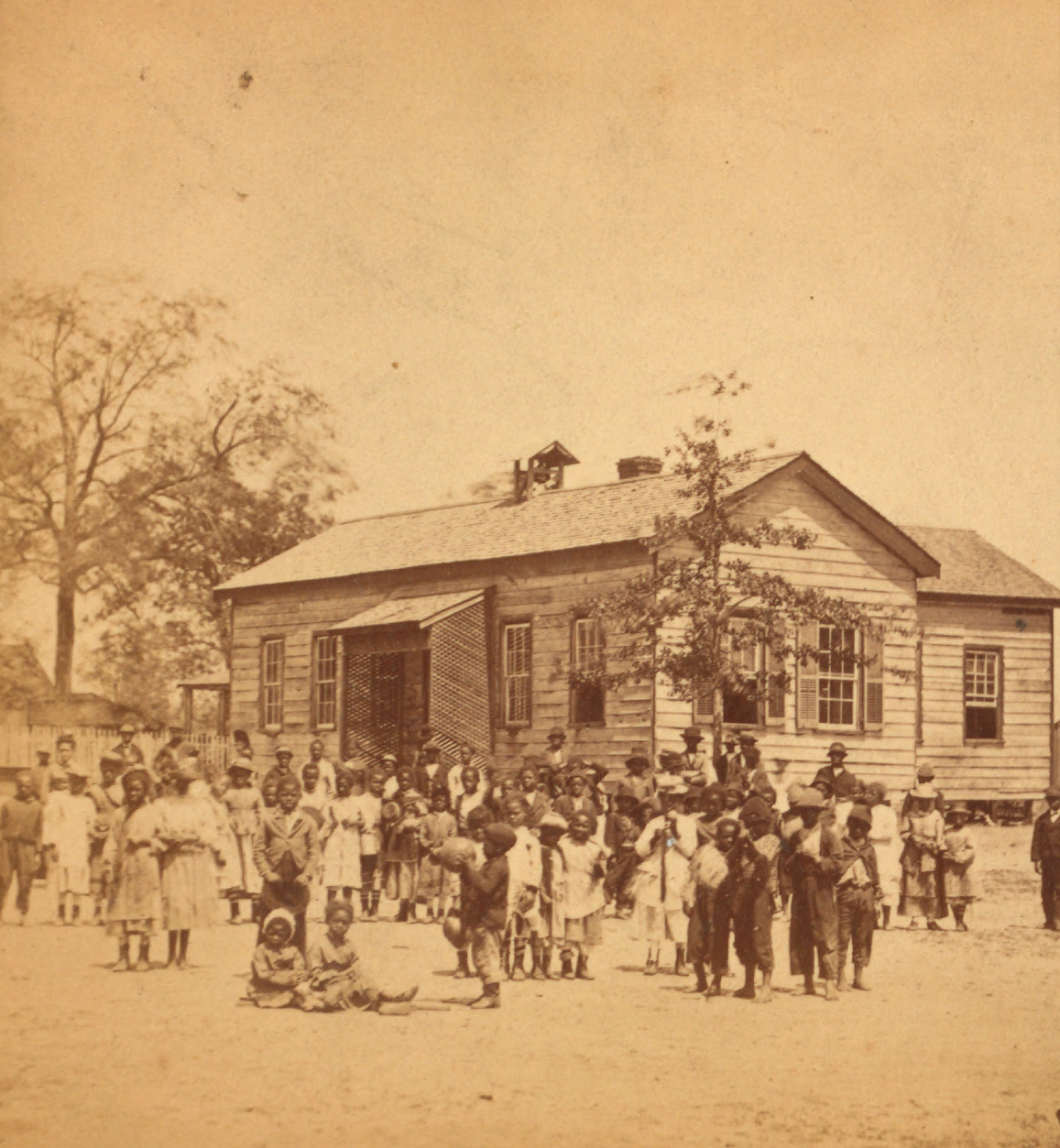
Una "escuela de color" en Carolina del Sur, c. 1878

La segregación en la educación tiene importantes repercusiones sociales. Los prejuicios que sufren muchos jóvenes afroamericanos les causan un estrés excesivo que, según se ha demostrado, socava el desarrollo cognitivo. Eric Hanushek y sus coautores han estudiado las concentraciones raciales en las escuelas, y encuentran efectos significativos. Los alumnos negros parecen verse sistemática y físicamente perjudicados por las mayores concentraciones de alumnos negros en su escuela. Estos efectos no se extienden ni a los alumnos blancos ni a los hispanos del centro, lo que implica que están relacionados con las interacciones entre compañeros y no con la calidad del centro.Además, parece que el efecto de las concentraciones negras en los centros es mayor para los alumnos negros de alto rendimiento.
Incluso los afroamericanos de centros urbanos pobres que asisten a la universidad pueden tener un rendimiento académico inferior debido a la preocupación por la familia y los amigos que siguen en los centros urbanos pobres.La educación también se utiliza como medio para perpetuar la hipersegregación. Los agentes inmobiliarios suelen utilizar implícitamente la composición racial de las escuelas para atraer a los compradores blancos al anillo segregado que rodea el centro de la ciudad.
El porcentaje de niños negros que ahora van a escuelas públicas integradas está en su nivel más bajo desde 1968. Las palabras "apartheid americano" se han utilizado en referencia a la disparidad entre las escuelas de blancos y negros en Estados Unidos. Quienes comparan esta desigualdad con el apartheid suelen señalar la desigualdad de financiación de las escuelas predominantemente negras.
En Chicago, en el curso 2002-2003, el 87% de los alumnos matriculados en escuelas públicas eran negros o hispanos; menos del 10% de los niños escolarizados eran blancos. En Washington D. C., el 94% de los niños eran negros o hispanos; menos del 5% eran blancos.
Jonathan Kozol amplió este tema en su libro de 2005 The Shame of the Nation: The Restoration of Apartheid Schooling in America.
El «nuevo apartheid estadounidense» se refiere a la acusación de que las políticas antidroga y penal de Estados Unidos se dirigen en la práctica contra los negros por motivos de raza. La revista web ZNet, de izquierda radical, publicó una serie de 4 artículos sobre "El nuevo apartheid estadounidense" en los que establecía paralelismos entre el trato que reciben los negros por parte del sistema judicial estadounidense y el apartheid:
Los presos modernos ocupan los peldaños más bajos de la escala de clases sociales, y siempre lo han hecho. El sistema penitenciario moderno (junto con las cárceles locales) es un conjunto de guetos o casas de pobres reservadas principalmente a los no cualificados, los incultos y los impotentes. Cada vez en mayor número, este sistema está reservado a las minorías raciales, especialmente a los negros, razón por la que lo llamamos el Nuevo Apartheid Americano. Se trata del mismo segmento de la sociedad estadounidense que ha experimentado algunas de las reducciones más drásticas de ingresos y que ha sido objeto de ataques por su implicación en las drogas y la violencia subsiguiente que se deriva de la falta de medios legítimos para alcanzar objetivos.
Este artículo se ha debatido en el Centro de Justicia Juvenil y Penal y en varios consejos escolares que intentan abordar la cuestión de la segregación continuada.
Debido a que la educación se financia principalmente con ingresos locales y estatales, la calidad de la enseñanza varía enormemente en función de la ubicación geográfica de la escuela. En algunas zonas, la educación se financia principalmente a través de los ingresos procedentes de los impuestos sobre la propiedad; por lo tanto, en algunas zonas existe una correlación directa entre el precio de las viviendas y la cantidad de dinero destinada a la educación de los jóvenes de la zona.El censo de EE. UU. de 2010 mostró que el 27,4% de todos los afroamericanos vivían por debajo del umbral de la pobreza, el porcentaje más alto de cualquier otro grupo étnico en EE. UU.Por lo tanto, en las zonas predominantemente afroamericanas, también conocidas como "guetos", la cantidad de dinero disponible para la educación es extremadamente baja. Este cuestionable sistema de financiación educativa puede considerarse una de las principales razones por las que la segregación racial contemporánea sigue prosperando.Las zonas predominantemente caucásicas con más dinero canalizado hacia las instituciones educativas primarias y secundarias permiten a sus estudiantes disponer de los recursos necesarios para tener éxito académico y obtener títulos postsecundarios. Esta práctica sigue dividiendo étnica, social y económicamente a Estados Unidos.
En muchas escuelas de barrios marginales y zonas rurales se introdujeron programas alternativos de certificación. Estos programas otorgan a una persona una licencia de enseñanza incluso cuando no ha completado un título de enseñanza tradicional. Este programa entró en vigor en la década de 1980 en la mayoría de los estados como respuesta a la disminución del número de personas que querían obtener un título secundario en educación.Este programa ha sido muy controvertido. Está "en auge a pesar de que hay poco más que pruebas anecdóticas de su éxito [...] hay preocupación por cómo se desempeñarán como profesores, especialmente porque es más probable que terminen en distritos pobres enseñando a alumnos en situaciones difíciles"Los graduados de certificados alternativos tienden a enseñar a afroamericanos y otras minorías étnicas en escuelas del centro de la ciudad y en escuelas de pequeños pueblos rurales empobrecidos. Por lo tanto, las minorías empobrecidas no sólo tienen que hacer frente a tener la menor cantidad de recursos para sus centros educativos, sino también a tener los profesores menos formados de la nación. Valorie Delp, una madre residente en una zona del centro de la ciudad cuyo hijo asiste a una escuela en la que imparten clase profesores premiados por un programa de certificados alternativos, señala:
Un profesor que conocemos y que está en este programa dijo que tuvo visiones de llegar para "salvar" a los niños y a la escuela, y realmente cree que esta idea se avivó en cierto modo en su programa. Nadie te dice nunca que puedes tener niños que amenazan con apuñalarte, o que te insultan de forma indescriptible en la cara, o que no saben leer a pesar de estar en séptimo curso.
Delp pone de manifiesto que, aunque muchos graduados de estos programas de certificación tienen intenciones honorables y son personas educadas e inteligentes, hay una razón por la que los profesores han tenido que cursar tradicionalmente una cantidad significativa de formación antes de ser certificados oficialmente como docentes. La experiencia que adquieren a través de sus prácticas y su amplia experiencia en el aula les dota de las herramientas necesarias para educar a los jóvenes de hoy.
Se han tomado algunas medidas para intentar dar a las familias menos pudientes la posibilidad de educar a sus hijos. El 22 de julio de 1987, el presidente Ronald Reagan introdujo la Ley McKinney-Vento de Asistencia a los Sin Techo, con la que se pretendía dar a los niños la posibilidad de salir adelante si sus familias no tenían una residencia permanente. Leo Stagman, un padre soltero, afroamericano, ubicado en Berkeley, California, cuya hija había recibido una gran cantidad de ayuda de la Ley escribió el 20 de octubre de 2012, que, "Durante su educación, ella [la hija de Leo] era elegible para el programa de almuerzo gratis y recibió asistencia bajo la Ley McKinney-Vento de Asistencia Educativa para Personas sin Hogar. Sé que el rendimiento de mi hija es suyo, pero me pregunto dónde habría estado sin la asistencia que recibió bajo la Ley McKinney-Vento". Muchos estudiantes de BHS deben su graduación y su éxito a la ayuda de esta ley".
Leo señala a continuación que "la mayoría de los estudiantes que reciben ayuda en virtud de la ley son negros y marrones"Se han promulgado otras leyes para tratar de ayudar a los jóvenes empobrecidos con la oportunidad de tener éxito. Una de estas leyes es la Ley Que Ningún Niño Se Quede Atrás de 2001 (NCLB). Esta ley pretendía aumentar la responsabilidad de las escuelas públicas y sus profesores mediante la creación de pruebas estandarizadas que ofrecieran una visión general del éxito de la capacidad de la escuela para educar a sus alumnos. Las escuelas que obtuvieran malos resultados repetidamente podrían recibir más atención y ayuda del gobierno federal. Uno de los resultados previstos de la ley era reducir la brecha de rendimiento racial y de clase en Estados Unidos mediante la institución de expectativas comunes para todos los estudiantes. Se ha demostrado que los resultados de las pruebas mejoran para los niños de minorías al mismo ritmo que para los niños caucásicos, manteniendo una brecha.
Roland G. Fryer Jr., de la Universidad de Harvard, ha señalado que "existe necesariamente una compensación entre obtener buenos resultados y ser rechazado por tus compañeros cuando procedes de un grupo tradicionalmente de bajo rendimiento, especialmente cuando ese grupo entra en contacto con más personas de fuera"Por lo tanto, no sólo existen causas económicas y prehistóricas de la segregación educativa racial, sino que también hay nociones sociales que siguen siendo obstáculos que hay que superar antes de que los grupos minoritarios puedan alcanzar el éxito en la educación.
Misisipi es uno de los estados de EE. UU. donde algunas escuelas públicas siguen estando muy segregadas, como en los años 60, cuando la discriminación de los negros estaba muy extendida. En muchas comunidades donde los niños negros representan la mayoría, los niños blancos son los únicos que se matriculan en pequeñas escuelas privadas. La Universidad de Misisipi, la institución académica insignia del estado, matrícula a un número irrazonablemente bajo de jóvenes afroamericanos y latinos. Se supone que estas escuelas son sinónimo de excelencia en términos de educación y graduación, pero ocurre todo lo contrario. Las escuelas privadas situadas en la ciudad de Jackson, incluidas las ciudades pequeñas, están pobladas por un gran número de estudiantes blancos. La segregación escolar continúa en Misisipi, Carolina del Sur y otras comunidades donde los blancos están separados de los negros.
La segregación no se limita a las zonas del Sur profundo. En la ciudad de Nueva York, 19 de los 32 distritos escolares tenían menos alumnos blancos.El Tribunal Supremo de Estados Unidos intentó hacer frente a la segregación escolar hace más de seis décadas, pero los estudiantes pobres y de color siguen sin tener igualdad de oportunidades en la educación. A pesar de esta situación, la Oficina de Rendición de Cuentas del Gobierno difundió un informe de 108 páginas que mostraba que, desde 2000 hasta 2014, el porcentaje de estudiantes negros o hispanos desfavorecidos en las escuelas públicas K-12 estadounidenses aumentó del 9 al 16 por ciento.

### Salud
Otro impacto de la hipersegregación puede encontrarse en la salud de los residentes de ciertas zonas. Los centros urbanos más pobres carecen a menudo de la atención sanitaria disponible en las zonas periféricas. El hecho de que muchos centros urbanos estén tan aislados de otras partes de la sociedad también contribuye en gran medida a la mala salud de sus habitantes. Las condiciones de hacinamiento en los centros urbanos provocadas por la hipersegregación hacen que la propagación de enfermedades infecciosas, como la tuberculosis, sea mucho más frecuente,lo que se conoce como «injusticia epidémica», ya que los grupos raciales confinados en una determinada zona se ven afectados con mucha más frecuencia que los que viven fuera de ella.
Los residentes pobres de los centros urbanos también deben enfrentarse a otros factores que afectan negativamente a la salud. Las investigaciones han demostrado que, en todas las grandes ciudades estadounidenses, los negros hipersegregados tienen muchas más probabilidades de estar expuestos a niveles peligrosos de toxinas atmosféricas.La exposición diaria a este aire contaminado hace que los afroamericanos que viven en estas zonas corran un mayor riesgo de contraer enfermedades. Los residentes pobres de los centros urbanos también deben enfrentarse a otros factores que afectan negativamente a la salud. Las investigaciones han demostrado que en todas las grandes ciudades estadounidenses, los negros híper segregados tienen muchas más probabilidades de estar expuestos a niveles peligrosos de toxinas atmosféricas. La exposición diaria a este aire contaminado hace que los afroamericanos que viven en estas zonas corran un mayor riesgo de contraer enfermedades. Además de problemas medioambientales como los contaminantes atmosféricos, los afroamericanos se enfrentan a muchas otras barreras derivadas de los sistemas construidos a su alrededor. Por ejemplo, la asistencia sanitaria no es accesible para todos debido a la ubicación geográfica o a la falta de transporte. Además, las mujeres afroamericanas tienen más probabilidades de recibir exámenes y tratamientos inadecuados para enfermedades crónicas. Aunque esto no ocurre con todos los médicos de EE. UU., crea desconfianza entre las mujeres afroamericanas y sus proveedores de atención sanitaria, lo que las lleva a ser reacias a buscar tratamiento, que a la larga desemboca en problemas de salud aún más graves.
Un estudio de 2024 descubrió que la segregación residencial provocaba resultados negativos en los nacimientos de las poblaciones de bebés negros no hispanos de la zona, mientras que no se detectaron efectos comparables en las poblaciones de bebés blancos no hispanos.

### Delincuencia
Un área en la que la hipersegregación parece tener un mayor efecto es en la violencia sufrida por los residentes. El número de delitos violentos en Estados Unidos en general ha disminuido. El número de asesinatos en EE. UU. descendió un 9% de los años 80 a los 90.A pesar de esta cifra, los índices de delincuencia en los hiper segregados centros urbanos de EE. UU. siguieron aumentando. En 1993, los jóvenes afroamericanos tenían once veces más probabilidades de morir tiroteados y nueve veces más de ser asesinados que los blancos. La pobreza, la elevada tasa de desempleo y las familias rotas, factores más frecuentes en los centros urbanos hiper segregados, contribuyen significativamente a los niveles desiguales de violencia que sufren los afroamericanos. Las investigaciones han demostrado que cuanto más segregado esté el anillo suburbano blanco circundante, mayor será el índice de delitos violentos en el centro de la ciudad, pero, del mismo modo, disminuirá la delincuencia en la zona exterior.

### Pobreza
Un estudio concluye que la segregación racial residencial de una zona aumenta las tasas metropolitanas de pobreza de la población negra y las disparidades generales de ingresos entre blancos y negros, mientras que disminuye las tasas de pobreza de la población blanca y la desigualdad dentro de la población blanca.

### Monoparentalidad
Un estudio revela que los afroamericanos que viven en áreas metropolitanas segregadas tienen más probabilidades de ser padres solteros que los negros que viven en lugares más integrados.Los que viven en la pobreza también tienen más probabilidades de ser padres solteros.

### Gasto público
Los estudios demuestran que la segregación racial contribuye a las desigualdades en los bienes públicos. Los blancos y los negros tienen muchas más probabilidades de apoyar a distintos candidatos a la alcaldía que los blancos y los negros de los lugares más integrados, lo que les hace menos capaces de llegar a un consenso. La falta de consenso conduce a niveles más bajos de gasto público.

### Costes
En abril de 2017, el Consejo Metropolitano de Planificación de Chicago y el Instituto Urbano, un centro de estudios ubicado en Washington D. C., publicaron un estudio en el que se estimaba que la segregación racial y económica le cuesta a Estados Unidos miles de millones de dólares cada año. Se analizaron las estadísticas (1990-2010) de al menos 100 núcleos urbanos. Este estudio informó de que la segregación que afectaba económicamente a los negros estaba asociada a mayores tasas de homicidio.

## Sistema de castas
Estudiosos como W. Lloyd Warner,Gerald Berreman,e Isabel Wilkerson han descrito la práctica generalizada de la segregación racial en Estados Unidos como un aspecto de un sistema de castas propio de este país. En su libro de 2020 Caste: The Origins of Our Discontents, Wilkerson describió el sistema de segregación y discriminación racial en Estados Unidos como un ejemplo de sistema de castas comparándolo con los sistemas de castas de la India y la Alemania nazi. En su opinión, los tres sistemas presentan los rasgos definitorios de las castas: justificación divina o natural del sistema, heredabilidad de la casta, endogamia, creencia en la pureza, jerarquía ocupacional, deshumanización y estigmatización de las castas inferiores, terror y crueldad como métodos de imposición y control, y creencia en la superioridad de la casta dominante.